# Rencontres de la Ligue des champions de l'UEFA 2019-2020
La phase de groupes de la Ligue des champions de l'UEFA 2019-2020 débutera le 17 septembre et se terminera le 11 décembre 2019. Au total, 32 équipes s'affronteront dans la phase de groupes pour décider des 16 places pour les huitièmes de finale de Ligue des champions de l'UEFA 2019-2020.

## Tirage au sort
Le tirage au sort pour la phase de groupes a eu lieu le 29 août 2019, 18:00 CEST, au Grimaldi Forum à Monaco. 
Les 32 équipes sont réparties en huit groupes de quatre, avec la restriction que les équipes d'une même association ne peuvent être tirées l'une contre l'autre. Pour le tirage au sort, les équipes sont réparties dans quatre pots selon les principes suivants (article 13.06 du règlement) : 
- Le pot 1 contient les tenants des titres de la Ligue des champions et de la Ligue Europa, ainsi que les champions des six meilleures associations sur la base de leurs coefficients 2018 pour les pays de l'UEFA. Si l'un des tenants du titre, ou les deux, est l'un des champions des six meilleures associations, les champions de la ou des associations les mieux classées suivantes sont également classés dans le pot 1.
- Les pots 2, 3 et 4 contiennent les équipes restantes, classées en fonction de leurs coefficients de club UEFA 2019.

| Chapeau 1                   | Chapeau 1 | Chapeau 2           | Chapeau 2 | Chapeau 3             | Chapeau 3 | Chapeau 4                   | Chapeau 4 |
| --------------------------- | --------- | ------------------- | --------- | --------------------- | --------- | --------------------------- | --------- |
| Liverpool FC T              | 91.000    | Real Madrid         | 146.000   | Olympique lyonnais    | 61.500    | Lokomotiv Moscou            | 28.500    |
| Chelsea FC C3               | 87.000    | Atlético de Madrid  | 127.000   | Bayer Leverkusen      | 61.000    | KRC Genk Ch                 | 25.000    |
| FC Barcelone Ch             | 138.000   | Borussia Dortmund   | 85.000    | Red Bull Salzbourg Ch | 54.500    | Galatasaray SK Ch           | 22.500    |
| Manchester City Ch          | 106.000   | SSC Naples          | 80.000    | Olympiakos            | 44.000    | RB Leipzig                  | 22.000    |
| Juventus FC Ch              | 124.000   | Chakhtar Donetsk Ch | 80.000    | Club Bruges           | 39.500    | Slavia Prague Ch            | 21.500    |
| Bayern Munich Ch            | 128.000   | Tottenham Hotspur   | 78.000    | Valence CF            | 37.000    | Étoile rouge de Belgrade Ch | 16.750    |
| Paris Saint-Germain Ch      | 103.000   | Ajax Amsterdam Ch   | 70.500    | Inter Milan           | 31.000    | Atalanta Bergame            | 14.945    |
| Zénith Saint-Pétersbourg Ch | 72.000    | Benfica Lisbonne Ch | 68.000    | Dinamo Zagreb Ch      | 29.500    | LOSC Lille                  | 11.699    |

T : Tenant du titre

Ch : Champion national

C3 : Vainqueur de la Ligue Europa
Le 17 juillet 2014, le comité d'urgence de l'UEFA a décidé que les clubs ukrainiens et russes ne seraient pas tirés l'un contre l'autre "jusqu'à nouvel ordre" en raison des troubles politiques entre les pays. 

De plus, pour les associations de deux équipes ou plus, les équipes sont appariées afin de les diviser en deux groupes de quatre (A – D, E – H) pour une couverture télévisuelle maximale. Les associations suivantes ont été annoncées par l'UEFA après la confirmation des équipes de la phase de groupes : 
- Espagne : Barcelone et le Real Madrid, Atletico Madrid et Valence
- Angleterre : Liverpool et Manchester City, Chelsea et Tottenham Hotspur
- Italie : Juventus et Inter Milan, Naples et Atalanta
- Allemagne : Bayern Munich et Borussia Dortmund, Bayer Leverkusen et RB Leipzig
- France : Paris Saint-Germain et Lyon
- Russie : Zénith Saint-Pétersbourg et Lokomotiv Moscou
- Belgique : Club Bruges et Genk

 Pour chaque journée, un groupe de quatre disputera ses matchs le mardi, tandis que l'autre groupe de quatre disputera ses matchs le mercredi, les deux groupes alternant à chaque journée. Les rencontres sont décidées après le tirage au sort, à l'aide d'un ordinateur non présenté au public, avec la séquence de match suivante (article 16.02 du Règlement): 
| Journée     | Dates                 | Résultat     |
| ----------- | --------------------- | ------------ |
| 1re journée | 17-18 septembre 2019  | 2 v 3, 4 v 1 |
| 2e journée  | 1er et 2 octobre 2019 | 1 v 2, 3 v 4 |
| 3e journée  | 22-23 octobre 2019    | 3 v 1, 2 v 4 |
| 4e journée  | 5-6 novembre 2019     | 1 v 3, 4 v 2 |
| 5e journée  | 26-27 novembre 2019   | 3 v 2, 1 v 4 |
| 6e journée  | 10-11 décembre 2019   | 2 v 1, 4 v 3 |

Il existe des restrictions de calendrier: par exemple, des équipes de la même ville (par exemple Le Real Madrid et l'Atlético Madrid ) ne sont pas programmées pour jouer à domicile la même journée, ainsi que les équipes de l'Est du continent (par exemple la Russie) ne sont pas programmées pour jouer à domicile la dernière journée à cause du temps froid. 
Le tirage au sort établit également les compositions de groupe du parcours de l'UEFA Youth League 2019-2020.

### Équipes participantes
Voici les équipes participantes (avec leurs coefficients de club UEFA 2019)  groupées selon leur pot d'appartenance. Ils comprennent: 
- 26 équipes qui entrent dans cette étape
- 6 gagnants de la phase de play-off (4 par la voie des champions, 2 par la voie de la ligue )

Les équipes sont classées en fonction des points (3 points pour une victoire, 1 point pour un match nul, 0 points pour une perte) et, en cas d’égalité de points, les critères de départage suivants sont appliqués, dans l’ordre donné, pour déterminer le classement (Règlements Articles 17.01): 
1. Points dans les matchs face à face entre les équipes à égalité;
2. Différence de buts dans les matches en face à face entre les équipes à égalité;
3. Les buts ont été marqués lors de matches en confrontation entre des équipes à égalité.
4. Les buts à l'extérieur ont été marqués lors de matches en face à face entre des équipes à égalité;
5. Si plus de deux équipes sont à égalité, et après avoir appliqué tous les critères de face à face ci-dessus, un sous-ensemble d'équipes l'est toujours, tous les critères de face à face mentionnés ci-dessus sont réappliqués exclusivement à ce sous-ensemble d'équipes;
6. Différence de buts dans tous les matches de groupe;
7. Les buts ont été marqués dans tous les matches de groupe;
8. Les buts marqués à l'extérieur dans tous les matches de groupe;
9. Victoires dans tous les matches de groupe;
10. Victoires à l'extéreiur dans tous les matches de groupe;
11. Discipline (carton rouge = 3 points, carton jaune = 1 point, expulsion de deux cartons jaunes lors d'un match = 3 points);
12. Coefficient club UEFA.

Les matches se déroulent du 17 au 18 septembre, du 1er au 2 octobre, du 22 au 23 octobre, du 5 au 6 novembre, du 26 au 27 novembre et du 10 au 11 décembre 2019. Les heures de coup d'envoi prévues sont 21h00 CET / CEST, avec deux matches mardi et mercredi programmés à 18h55 CET / CEST. 
| Légende des couleurs                                                         |
| ---------------------------------------------------------------------------- |
| Premiers et deuxièmes de groupe se qualifient pour les huitièmes de finale   |
| Troisièmes de groupe sont repêchés en seizièmes de finale de la Ligue Europa |

Atlético de Madrid
Real Madrid
Chelsea
Tottenham Hotspur

## Phases de groupes
Légende des classements
- Qualifié pour les huitièmes de finale
- Repêché en seizièmes de finale de la Ligue Europa

Légende des résultats
- Victoire à domicile
- Match nul
- Victoire à l'extérieur

### Groupe A
| Rang | Équipe              | Pts | J | G | N | P | Bp | Bc | Diff |  | Résultats (▼ dom., ► ext.) |     |     |     |     |
| ---- | ------------------- | --- | - | - | - | - | -- | -- | ---- |  | -------------------------- | --- | --- | --- | --- |
| 1    | Paris Saint-Germain | 16  | 6 | 5 | 1 | 0 | 17 | 2  | +15  |  | Paris Saint-Germain        |     | 3-0 | 1-0 | 5-0 |
| 2    | Real Madrid         | 11  | 6 | 3 | 2 | 1 | 14 | 8  | +6   |  | Real Madrid                | 2-2 |     | 2-2 | 6-0 |
| 3    | Club Bruges         | 3   | 6 | 0 | 3 | 3 | 4  | 12 | -8   |  | Club Bruges                | 0-5 | 1-3 |     | 0-0 |
| 4    | Galatasaray SK      | 2   | 6 | 0 | 2 | 4 | 1  | 14 | -13  |  | Galatasaray SK             | 0-1 | 0-1 | 1-1 |     |

| 1re journée                  | Club Bruges             | 0 - 0   | Galatasaray SK                       | Stade Jan-Breydel, Bruges                                                     |                                                                               |
| 18 septembre 2019 18h55 CEST |                         | (0 - 0) |                                      | Spectateurs : 26 616 Arbitrage : Slavko Vinčić Arbitre vidéo : Daniele Orsato | Spectateurs : 26 616 Arbitrage : Slavko Vinčić Arbitre vidéo : Daniele Orsato |
| 18 septembre 2019 18h55 CEST | Openda 73e · Vormer 80e | Rapport | 56e Lemina · 73e Nzonzi · 90+4e Donk | Spectateurs : 26 616 Arbitrage : Slavko Vinčić Arbitre vidéo : Daniele Orsato | Spectateurs : 26 616 Arbitrage : Slavko Vinčić Arbitre vidéo : Daniele Orsato |

| 1re journée                  | Paris Saint-Germain              | 3 - 0   | Real Madrid                              | Parc des Princes, Paris                                                        |                                                                                |
| 18 septembre 2019 21h00 CEST | Di María 14e 33e · Meunier 90+1e | (2 - 0) |                                          | Spectateurs : 46 361 Arbitrage : Anthony Taylor Arbitre vidéo : Stuart Attwell | Spectateurs : 46 361 Arbitrage : Anthony Taylor Arbitre vidéo : Stuart Attwell |
| 18 septembre 2019 21h00 CEST | Di María 82e · Bernat 90+3e      | Rapport | 32e Carvajal · 82e Vinícius · 89e Varane | Spectateurs : 46 361 Arbitrage : Anthony Taylor Arbitre vidéo : Stuart Attwell | Spectateurs : 46 361 Arbitrage : Anthony Taylor Arbitre vidéo : Stuart Attwell |

| 2e journée                  | Real Madrid              | 2 - 2   | Club Bruges                                 | Stade Santiago Bernabéu, Madrid                                                     |                                                                                     |
| 1er octobre 2019 18h55 CEST | Ramos 55e · Casemiro 85e | (0 - 2) | 9e 39e Dennis                               | Spectateurs : 65 112 Arbitrage : Georgi Kabakov Arbitre vidéo : Massimiliano Irrati | Spectateurs : 65 112 Arbitrage : Georgi Kabakov Arbitre vidéo : Massimiliano Irrati |
| 1er octobre 2019 18h55 CEST | E. Hazard 90+2e          | Rapport | 69e Mignolet · 77e Openda · 78e, 84e Vormer | Spectateurs : 65 112 Arbitrage : Georgi Kabakov Arbitre vidéo : Massimiliano Irrati | Spectateurs : 65 112 Arbitrage : Georgi Kabakov Arbitre vidéo : Massimiliano Irrati |

| 2e journée                  | Galatasaray SK | 0 - 1   | Paris Saint-Germain                      | Turk Telekom Stadyumu, Istanbul                                             |                                                                             |
| 1er octobre 2019 21h00 CEST |                | (0 - 0) | 52e Icardi                               | Spectateurs : 46 532 Arbitrage : Szymon Marciniak Arbitre vidéo : Paweł Gil | Spectateurs : 46 532 Arbitrage : Szymon Marciniak Arbitre vidéo : Paweł Gil |
| 1er octobre 2019 21h00 CEST | Teixeira 86e   | Rapport | 7e Icardi · 80e Di María · 90+3e Herrera | Spectateurs : 46 532 Arbitrage : Szymon Marciniak Arbitre vidéo : Paweł Gil | Spectateurs : 46 532 Arbitrage : Szymon Marciniak Arbitre vidéo : Paweł Gil |

| 3e journée                 | Club Bruges                 | 0 - 5   | Paris Saint-Germain                            | Stade Jan-Breydel, Bruges                                                       |                                                                                 |
| 22 octobre 2019 21h00 CEST |                             | (0 - 1) | 7e 63e Icardi · 61e 79e 83e Mbappé             | Spectateurs : 26 946 Arbitrage : Daniel Siebert Arbitre vidéo : Bastian Dankert | Spectateurs : 26 946 Arbitrage : Daniel Siebert Arbitre vidéo : Bastian Dankert |
| 22 octobre 2019 21h00 CEST | De Ketelaere 33e · Rits 77e | Rapport | 15e Choupo-Moting · 73e Verratti · 85e Meunier | Spectateurs : 26 946 Arbitrage : Daniel Siebert Arbitre vidéo : Bastian Dankert | Spectateurs : 26 946 Arbitrage : Daniel Siebert Arbitre vidéo : Bastian Dankert |

| 3e journée                 | Galatasaray SK                                         | 0 - 1   | Real Madrid                  | Turk Telekom Stadyumu, Istanbul                                                |                                                                                |
| 22 octobre 2019 21h00 CEST |                                                        | (0 - 1) | 18e Kroos                    | Spectateurs : 48 886 Arbitrage : Daniele Orsato Arbitre vidéo : Michael Fabbri | Spectateurs : 48 886 Arbitrage : Daniele Orsato Arbitre vidéo : Michael Fabbri |
| 22 octobre 2019 21h00 CEST | Seri 46e · Nzonzi 69e · Teixeira 90+3e · Mariano 90+4e | Rapport | 90+1e Kroos · 90+2e Courtois | Spectateurs : 48 886 Arbitrage : Daniele Orsato Arbitre vidéo : Michael Fabbri | Spectateurs : 48 886 Arbitrage : Daniele Orsato Arbitre vidéo : Michael Fabbri |

| 4e journée                 | Real Madrid                                              | 6 - 0   | Galatasaray SK         | Stade Santiago-Bernabéu, Madrid                                                |                                                                                |
| 6 novembre 2019 21h00 CEST | Rodrygo 5e 7e 90+2e · Ramos 14e (pen.) · Benzema 45e 81e | (4 - 0) |                        | Spectateurs : 65 492 Arbitrage : Felix Zwayer Arbitre vidéo : Sascha Stegemann | Spectateurs : 65 492 Arbitrage : Felix Zwayer Arbitre vidéo : Sascha Stegemann |
| 6 novembre 2019 21h00 CEST | Valverde 42e                                             | Rapport | 13e Nzonzi · 57e Babel | Spectateurs : 65 492 Arbitrage : Felix Zwayer Arbitre vidéo : Sascha Stegemann | Spectateurs : 65 492 Arbitrage : Felix Zwayer Arbitre vidéo : Sascha Stegemann |

| 4e journée                 | Paris Saint-Germain      | 1 - 0   | Club Bruges | Parc des Princes, Paris                                                      |                                                                              |
| 6 novembre 2019 21h00 CEST | Icardi 22e               | (1 - 0) |             | Spectateurs : 47 418 Arbitrage : Bobby Madden Arbitre vidéo : Stuart Attwell | Spectateurs : 47 418 Arbitrage : Bobby Madden Arbitre vidéo : Stuart Attwell |
| 6 novembre 2019 21h00 CEST | Verratti 54e · Silva 74e | Rapport | 26e Balanta | Spectateurs : 47 418 Arbitrage : Bobby Madden Arbitre vidéo : Stuart Attwell | Spectateurs : 47 418 Arbitrage : Bobby Madden Arbitre vidéo : Stuart Attwell |

| 5e journée                  | Galatasaray SK                                                    | 1 - 1   | Club Bruges                                     | Turk Telekom Stadyumu, Istanbul                                                    |                                                                                    |
| 26 novembre 2019 18h55 CEST | Büyük 11e                                                         | (1 - 0) | 90+2e Diatta                                    | Spectateurs : 34 500 Arbitrage : Ivan Kružliak Arbitre vidéo : Massimiliano Irrati | Spectateurs : 34 500 Arbitrage : Ivan Kružliak Arbitre vidéo : Massimiliano Irrati |
| 26 novembre 2019 18h55 CEST | Lemina 14e · Mariano 33e · Nagatomo 85e · Mor 90e · Muslera 90+1e | Rapport | 28e Ricca · 31e, 90+3e Mata · 66e, 90+3e Diatta | Spectateurs : 34 500 Arbitrage : Ivan Kružliak Arbitre vidéo : Massimiliano Irrati | Spectateurs : 34 500 Arbitrage : Ivan Kružliak Arbitre vidéo : Massimiliano Irrati |

| 5e journée                  | Real Madrid     | 2 - 2   | Paris Saint-Germain      | Stade Santiago-Bernabéu, Madrid                                                  |                                                                                  |
| 26 novembre 2019 21h00 CEST | Benzema 17e 79e | (1 - 0) | 81e Mbappé · 83e Sarabia | Spectateurs : 75 534 Arbitrage : Artur Soares Dias Arbitre vidéo : Tiago Martins | Spectateurs : 75 534 Arbitrage : Artur Soares Dias Arbitre vidéo : Tiago Martins |
| 26 novembre 2019 21h00 CEST | Marcelo 68e     | Rapport | 89e Meunier              | Spectateurs : 75 534 Arbitrage : Artur Soares Dias Arbitre vidéo : Tiago Martins | Spectateurs : 75 534 Arbitrage : Artur Soares Dias Arbitre vidéo : Tiago Martins |

| 6e journée                  | Club Bruges                                     | 1 - 3   | Real Madrid                               | Stade Jan-Breydel, Bruges                                                         |                                                                                   |
| 11 décembre 2019 21h00 CEST | Vanaken 55e                                     | (0 - 0) | 53e Rodrygo · 64e Vinícius · 90+1e Modrić | Spectateurs : 27 308 Arbitrage : Tobias Stieler Arbitre vidéo : Christian Dingert | Spectateurs : 27 308 Arbitrage : Tobias Stieler Arbitre vidéo : Christian Dingert |
| 11 décembre 2019 21h00 CEST | Álvarez Balanta 15e · Kossounou 21e · Sobol 34e | Rapport | 6e Modrić · 37e Casemiro                  | Spectateurs : 27 308 Arbitrage : Tobias Stieler Arbitre vidéo : Christian Dingert | Spectateurs : 27 308 Arbitrage : Tobias Stieler Arbitre vidéo : Christian Dingert |

| 6e journée                  | Paris Saint-Germain                                                    | 5 - 0   | Galatasaray SK                                                               | Parc des Princes, Paris                                                       |                                                                               |
| 11 décembre 2019 21h00 CEST | Icardi 32e · Sarabia 35e · Neymar 47e · Mbappé 63e · Cavani 83e (pen.) | (2 - 0) |                                                                              | Spectateurs : 46 509 Arbitrage : István Kovács Arbitre vidéo : Michael Fabbri | Spectateurs : 46 509 Arbitrage : István Kovács Arbitre vidéo : Michael Fabbri |
| 11 décembre 2019 21h00 CEST | Kurzawa 45e                                                            | Rapport | 50e Belhanda · 57e Nzonzi · 82e Falcao · 82e Muslera · 85e İnan · 86e Lemina | Spectateurs : 46 509 Arbitrage : István Kovács Arbitre vidéo : Michael Fabbri | Spectateurs : 46 509 Arbitrage : István Kovács Arbitre vidéo : Michael Fabbri |

### Groupe B
| Rang | Équipe                   | Pts | J | G | N | P | Bp | Bc | Diff |  | Résultats (▼ dom., ► ext.) |     |     |     |     |
| ---- | ------------------------ | --- | - | - | - | - | -- | -- | ---- |  | -------------------------- | --- | --- | --- | --- |
| 1    | Bayern Munich            | 18  | 6 | 6 | 0 | 0 | 24 | 5  | +19  |  | Bayern Munich              |     | 3-1 | 2-0 | 3-0 |
| 2    | Tottenham Hotspur        | 10  | 6 | 3 | 1 | 2 | 18 | 14 | +4   |  | Tottenham Hotspur          | 2-7 |     | 4-2 | 5-0 |
| 3    | Olympiakos               | 4   | 6 | 1 | 1 | 4 | 8  | 14 | -6   |  | Olympiakos                 | 2-3 | 2-2 |     | 1-0 |
| 4    | Étoile rouge de Belgrade | 3   | 6 | 1 | 0 | 5 | 3  | 20 | -17  |  | Étoile rouge de Belgrade   | 0-6 | 0-3 | 3-1 |     |

| 1re journée                  | Olympiakos                        | 2 - 2   | Tottenham Hotspur           | Stade Karaïskakis, Le Pirée                                                   |                                                                               |
| 18 septembre 2019 18h55 CEST | Podence 44e · Valbuena 54e (pen.) | (1 - 2) | 26e (pen.) Kane · 30e Lucas | Spectateurs : 31 001 Arbitrage : Gianluca Rocchi Arbitre vidéo : Paolo Valeri | Spectateurs : 31 001 Arbitrage : Gianluca Rocchi Arbitre vidéo : Paolo Valeri |
| 18 septembre 2019 18h55 CEST | Santos Torres 14e                 | Rapport | 88e Winks                   | Spectateurs : 31 001 Arbitrage : Gianluca Rocchi Arbitre vidéo : Paolo Valeri | Spectateurs : 31 001 Arbitrage : Gianluca Rocchi Arbitre vidéo : Paolo Valeri |

| 1re journée                  | Bayern Munich                              | 3 - 0   | Étoile rouge de Belgrade     | Allianz Arena, Munich                                                        |                                                                              |
| 18 septembre 2019 21h00 CEST | Coman 34e · Lewandowski 80e · Müller 90+1e | (1 - 0) |                              | Spectateurs : 70 000 Arbitrage : Bobby Madden Arbitre vidéo : Pol van Boekel | Spectateurs : 70 000 Arbitrage : Bobby Madden Arbitre vidéo : Pol van Boekel |
| 18 septembre 2019 21h00 CEST |                                            | Rapport | 51e Degenek · 90e Vulić (en) | Spectateurs : 70 000 Arbitrage : Bobby Madden Arbitre vidéo : Pol van Boekel | Spectateurs : 70 000 Arbitrage : Bobby Madden Arbitre vidéo : Pol van Boekel |

| 2e journée                  | Étoile rouge de Belgrade                                               | 3 - 1   | Olympiakos                        | Stade Rajko Mitić, Belgrade                                                   |                                                                               |
| 1er octobre 2019 21h00 CEST | Vulić 62e · Milunović 87e · Boakye 90e                                 | (0 - 1) | 37e Semedo                        | Spectateurs : 43 291 Arbitrage : Benoît Bastien Arbitre vidéo : Benoît Millot | Spectateurs : 43 291 Arbitrage : Benoît Bastien Arbitre vidéo : Benoît Millot |
| 1er octobre 2019 21h00 CEST | Rodić 26e · van La Parra 36e · Boakye 80e · Petrović 83e · Marin 90+2e | Rapport | 42e, 57e Benzia · 90+2e Torosídis | Spectateurs : 43 291 Arbitrage : Benoît Bastien Arbitre vidéo : Benoît Millot | Spectateurs : 43 291 Arbitrage : Benoît Bastien Arbitre vidéo : Benoît Millot |

| 2e journée                  | Tottenham Hotspur         | 2 - 7   | Bayern Munich                                              | Tottenham Hotspur Stadium, Londres                                                |                                                                                   |
| 1er octobre 2019 21h00 CEST | Son 12e · Kane 61e (pen.) | (1 - 2) | 15e Kimmich · 45e 87e Lewandowski · 53e 55e 83e 88e Gnabry | Spectateurs : 60 127 Arbitrage : Clément Turpin Arbitre vidéo : François Letexier | Spectateurs : 60 127 Arbitrage : Clément Turpin Arbitre vidéo : François Letexier |
| 1er octobre 2019 21h00 CEST | Ndombele 42e · Kane 46e   | Rapport | 25e Gnabry                                                 | Spectateurs : 60 127 Arbitrage : Clément Turpin Arbitre vidéo : François Letexier | Spectateurs : 60 127 Arbitrage : Clément Turpin Arbitre vidéo : François Letexier |

| 3e journée                 | Olympiakos                   | 2 - 3   | Bayern Munich                     | Stade Karaïskakis, Le Pirée                                                     |                                                                                 |
| 22 octobre 2019 21h00 CEST | El-Arabi 23e · Guilherme 79e | (1 - 1) | 34e 62e Lewandowski · 75e Tolisso | Spectateurs : 31 670 Arbitrage : Danny Makkelie Arbitre vidéo : Jochem Kamphuis | Spectateurs : 31 670 Arbitrage : Danny Makkelie Arbitre vidéo : Jochem Kamphuis |
| 22 octobre 2019 21h00 CEST | Semedo 73e · El-Arabi 89e    | Rapport | 50e Alcántara · 72e Neuer         | Spectateurs : 31 670 Arbitrage : Danny Makkelie Arbitre vidéo : Jochem Kamphuis | Spectateurs : 31 670 Arbitrage : Danny Makkelie Arbitre vidéo : Jochem Kamphuis |

| 3e journée                 | Tottenham Hotspur                      | 5 - 0   | Étoile rouge de Belgrade | Tottenham Hotspur Stadium, Londres                                           |                                                                              |
| 22 octobre 2019 21h00 CEST | Kane 9e 72e · Son 16e 44e · Lamela 57e | (3 - 0) |                          | Spectateurs : 51 743 Arbitrage : Marco Guida Arbitre vidéo : Gianluca Rocchi | Spectateurs : 51 743 Arbitrage : Marco Guida Arbitre vidéo : Gianluca Rocchi |
| 22 octobre 2019 21h00 CEST |                                        | Rapport | 83e Milunović            | Spectateurs : 51 743 Arbitrage : Marco Guida Arbitre vidéo : Gianluca Rocchi | Spectateurs : 51 743 Arbitrage : Marco Guida Arbitre vidéo : Gianluca Rocchi |

| 4e journée                 | Bayern Munich                 | 2 - 0   | Olympiakos | Allianz Arena, Munich                                                                 |                                                                                       |
| 6 novembre 2019 18h55 CEST | Lewandowski 69e · Perišić 89e | (0 - 0) |            | Spectateurs : 63 646 Arbitrage : Paweł Raczkowski Arbitre vidéo : Alejandro Hernández | Spectateurs : 63 646 Arbitrage : Paweł Raczkowski Arbitre vidéo : Alejandro Hernández |
| 6 novembre 2019 18h55 CEST | Rapport                       |         |            | Spectateurs : 63 646 Arbitrage : Paweł Raczkowski Arbitre vidéo : Alejandro Hernández | Spectateurs : 63 646 Arbitrage : Paweł Raczkowski Arbitre vidéo : Alejandro Hernández |

| 4e journée                 | Étoile rouge de Belgrade | 0 - 4   | Tottenham Hotspur                        | Stade Rajko Mitić, Belgrade                                                                 |                                                                                             |
| 6 novembre 2019 21h00 CEST |                          | (0 - 1) | 34e Lo Celso · 57e 61e Son · 85e Eriksen | Spectateurs : 42 381 Arbitrage : Carlos del Cerro Grande Arbitre vidéo : José María Sánchez | Spectateurs : 42 381 Arbitrage : Carlos del Cerro Grande Arbitre vidéo : José María Sánchez |
| 6 novembre 2019 21h00 CEST | Petrović 65e             | Rapport | 30e Dier · 90e Skipp                     | Spectateurs : 42 381 Arbitrage : Carlos del Cerro Grande Arbitre vidéo : José María Sánchez | Spectateurs : 42 381 Arbitrage : Carlos del Cerro Grande Arbitre vidéo : José María Sánchez |

| 5e journée                  | Étoile rouge de Belgrade | 0 - 6   | Bayern Munich                                                   | Stade Rajko Mitić, Belgrade                                                   |                                                                               |
| 26 novembre 2019 21h00 CEST |                          | (0 - 1) | 14e Goretzka · 53e (pen.) 60e 64e 68e Lewandowski · 90e Tolisso | Spectateurs : 44 118 Arbitrage : Björn Kuipers Arbitre vidéo : Pol van Boekel | Spectateurs : 44 118 Arbitrage : Björn Kuipers Arbitre vidéo : Pol van Boekel |
| 26 novembre 2019 21h00 CEST | Milunović 6e             | Rapport |                                                                 | Spectateurs : 44 118 Arbitrage : Björn Kuipers Arbitre vidéo : Pol van Boekel | Spectateurs : 44 118 Arbitrage : Björn Kuipers Arbitre vidéo : Pol van Boekel |

| 5e journée                  | Tottenham Hotspur                        | 4 - 2   | Olympiakos                                                | Tottenham Hotspur Stadium, Londres                                             |                                                                                |
| 26 novembre 2019 21h00 CEST | Alli 45+1e · Kane 45+1e 77e · Aurier 73e | (1 - 2) | 6e El-Arabi · 19e Semedo                                  | Spectateurs : 57 024 Arbitrage : Georgi Kabakov Arbitre vidéo : Michael Fabbri | Spectateurs : 57 024 Arbitrage : Georgi Kabakov Arbitre vidéo : Michael Fabbri |
| 26 novembre 2019 21h00 CEST | Alderweireld 61e                         | Rapport | 39e Semedo · 68e Bouchalakis · 71e Tsimíkas · 75e Podence | Spectateurs : 57 024 Arbitrage : Georgi Kabakov Arbitre vidéo : Michael Fabbri | Spectateurs : 57 024 Arbitrage : Georgi Kabakov Arbitre vidéo : Michael Fabbri |

| 6e journée                  | Bayern Munich                         | 3 - 1   | Tottenham Hotspur | Allianz Arena, Munich                                                         |                                                                               |
| 11 décembre 2019 21h00 CEST | Coman 14e · Müller 45e · Coutinho 64e | (2 - 1) | 20e Sessegnon     | Spectateurs : 66 353 Arbitrage : Gianluca Rocchi Arbitre vidéo : Paolo Valeri | Spectateurs : 66 353 Arbitrage : Gianluca Rocchi Arbitre vidéo : Paolo Valeri |
| 11 décembre 2019 21h00 CEST | Kimmich 36e                           | Rapport | 36e Lo Celso      | Spectateurs : 66 353 Arbitrage : Gianluca Rocchi Arbitre vidéo : Paolo Valeri | Spectateurs : 66 353 Arbitrage : Gianluca Rocchi Arbitre vidéo : Paolo Valeri |

| 6e journée                  | Olympiakos                                                | 1 - 0   | Étoile rouge de Belgrade                          | Stade Karaïskakis, Le Pirée                                                 |                                                                             |
| 11 décembre 2019 21h00 CEST | El-Arabi 87e (pen.)                                       | (0 - 0) |                                                   | Spectateurs : 31 898 Arbitrage : Daniele Orsato Arbitre vidéo : Marco Guida | Spectateurs : 31 898 Arbitrage : Daniele Orsato Arbitre vidéo : Marco Guida |
| 11 décembre 2019 21h00 CEST | Camara 29e · Guilherme 42e · Podence 45e · Guerrero 90+3e | Rapport | 59e Rodić · 70e Degenek · 81e Borjan · 86e Jander | Spectateurs : 31 898 Arbitrage : Daniele Orsato Arbitre vidéo : Marco Guida | Spectateurs : 31 898 Arbitrage : Daniele Orsato Arbitre vidéo : Marco Guida |

### Groupe C
| Rang | Équipe           | Pts | J | G | N | P | Bp | Bc | Diff |  | Résultats (▼ dom., ► ext.) |     |     |     |     |
| ---- | ---------------- | --- | - | - | - | - | -- | -- | ---- |  | -------------------------- | --- | --- | --- | --- |
| 1    | Manchester City  | 14  | 6 | 4 | 2 | 0 | 16 | 4  | +12  |  | Manchester City            |     | 5-1 | 1-1 | 2-0 |
| 2    | Atalanta Bergame | 7   | 6 | 2 | 1 | 3 | 8  | 12 | -4   |  | Atalanta Bergame           | 1-1 |     | 1-2 | 2-0 |
| 3    | Chakhtar Donetsk | 6   | 6 | 1 | 3 | 2 | 8  | 13 | -5   |  | Chakhtar Donetsk           | 0-3 | 0-3 |     | 2-2 |
| 4    | Dinamo Zagreb    | 5   | 6 | 1 | 2 | 3 | 10 | 13 | -3   |  | Dinamo Zagreb              | 1-4 | 4-0 | 3-3 |     |

| 1re journée                  | Dinamo Zagreb                      | 4 - 0   | Atalanta Bergame                        | Stade Maksimir, Zagreb                                                                 |                                                                                        |
| 18 septembre 2019 21h00 CEST | Leovac 10e · Oršić 31e 42e 68e     | (3 - 0) |                                         | Spectateurs : 28 863 Arbitrage : Jesús Gil Manzano Arbitre vidéo : Alejandro Hernández | Spectateurs : 28 863 Arbitrage : Jesús Gil Manzano Arbitre vidéo : Alejandro Hernández |
| 18 septembre 2019 21h00 CEST | Théophile-Catherine 39e · Moro 66e | Rapport | 18e Djimsiti · 27e de Roon · 79e Gosens | Spectateurs : 28 863 Arbitrage : Jesús Gil Manzano Arbitre vidéo : Alejandro Hernández | Spectateurs : 28 863 Arbitrage : Jesús Gil Manzano Arbitre vidéo : Alejandro Hernández |

| 1re journée                  | Chakhtar Donetsk | 0 - 3   | Manchester City                       | Stade Metalist, Kharkiv                                                          |                                                                                  |
| 18 septembre 2019 21h00 CEST |                  | (0 - 2) | 24e Mahrez · 38e Gündoğan · 76e Jesus | Spectateurs : 36 675 Arbitrage : Artur Soares Dias Arbitre vidéo : Tiago Martins | Spectateurs : 36 675 Arbitrage : Artur Soares Dias Arbitre vidéo : Tiago Martins |
| 18 septembre 2019 21h00 CEST |                  | Rapport | 29e Rodri                             | Spectateurs : 36 675 Arbitrage : Artur Soares Dias Arbitre vidéo : Tiago Martins | Spectateurs : 36 675 Arbitrage : Artur Soares Dias Arbitre vidéo : Tiago Martins |

| 2e journée                  | Atalanta Bergame                                         | 1 - 2   | Chakhtar Donetsk                                        | Stade San Siro, Milan                                                           |                                                                                 |
| 1er octobre 2019 18h55 CEST | Zapata 28e                                               | (1 - 1) | 41e Moraes · 90+5e Solomon                              | Spectateurs : 26 022 Arbitrage : Tobias Stieler Arbitre vidéo : Bastian Dankert | Spectateurs : 26 022 Arbitrage : Tobias Stieler Arbitre vidéo : Bastian Dankert |
| 1er octobre 2019 18h55 CEST | Iličić 44e · de Roon 49e · Tolói 80e · Malinovskyi 90+2e | Rapport | 15e Kryvtsov · 35e Stepanenko · 45e Moraes · 64e Bolbat | Spectateurs : 26 022 Arbitrage : Tobias Stieler Arbitre vidéo : Bastian Dankert | Spectateurs : 26 022 Arbitrage : Tobias Stieler Arbitre vidéo : Bastian Dankert |

| 2e journée                  | Manchester City                 | 2 - 0   | Dinamo Zagreb | Etihad Stadium, Manchester                                                        |                                                                                   |
| 1er octobre 2019 21h00 CEST | Sterling 66e · Foden 90+5e      | (0 - 0) |               | Spectateurs : 49 046 Arbitrage : Serdar Gözübüyük Arbitre vidéo : Jochem Kamphuis | Spectateurs : 49 046 Arbitrage : Serdar Gözübüyük Arbitre vidéo : Jochem Kamphuis |
| 1er octobre 2019 21h00 CEST | Cancelo 19e · Fernandinho 90+4e | Rapport | 69e Perić     | Spectateurs : 49 046 Arbitrage : Serdar Gözübüyük Arbitre vidéo : Jochem Kamphuis | Spectateurs : 49 046 Arbitrage : Serdar Gözübüyük Arbitre vidéo : Jochem Kamphuis |

| 3e journée                 | Chakhtar Donetsk                      | 2 - 2   | Dinamo Zagreb                                       | Stade Metalist, Kharkiv                                                                  |                                                                                          |
| 22 octobre 2019 18h55 CEST | Konoplyanka 16e · Dodô 75e            | (1 - 1) | 25e Olmo · 60e (pen.) Oršić                         | Spectateurs : 21 526 Arbitrage : Antonio Mateu Lahoz Arbitre vidéo : Alejandro Hernández | Spectateurs : 21 526 Arbitrage : Antonio Mateu Lahoz Arbitre vidéo : Alejandro Hernández |
| 22 octobre 2019 18h55 CEST | Patrick 40e · Pyatov 58e · Bolbat 59e | Rapport | 7e Stojanović · 23e Perić · 63e Dilaver · 64e Ademi | Spectateurs : 21 526 Arbitrage : Antonio Mateu Lahoz Arbitre vidéo : Alejandro Hernández | Spectateurs : 21 526 Arbitrage : Antonio Mateu Lahoz Arbitre vidéo : Alejandro Hernández |

| 3e journée                 | Manchester City                                            | 5 - 1   | Atalanta Bergame       | Etihad Stadium, Manchester                                                   |                                                                              |
| 22 octobre 2019 21h00 CEST | Agüero 34e 38e (pen.) · Sterling 58e 64e 69e               | (2 - 1) | 29e (pen.) Malinovskyi | Spectateurs : 49 308 Arbitrage : Orel Grinfeld Arbitre vidéo : João Pinheiro | Spectateurs : 49 308 Arbitrage : Orel Grinfeld Arbitre vidéo : João Pinheiro |
| 22 octobre 2019 21h00 CEST | Mendy 4e · De Bruyne 63e · Foden 76e, 82e · Otamendi 90+2e | Rapport | 10e Masiello           | Spectateurs : 49 308 Arbitrage : Orel Grinfeld Arbitre vidéo : João Pinheiro | Spectateurs : 49 308 Arbitrage : Orel Grinfeld Arbitre vidéo : João Pinheiro |

| 4e journée                 | Dinamo Zagreb                                                     | 3 - 3   | Chakhtar Donetsk                                    | Stade Maksimir, Zagreb                                                         |                                                                                |
| 6 novembre 2019 21h00 CEST | Petroković 25e · Ivanušec 83e · Ademi 89e                         | (1 - 1) | 13e Alan Patrick · 90+3e Moraes · 90+8e (pen.) Tetê | Spectateurs : 28 316 Arbitrage : Felix Brych Arbitre vidéo : Christian Dingert | Spectateurs : 28 316 Arbitrage : Felix Brych Arbitre vidéo : Christian Dingert |
| 6 novembre 2019 21h00 CEST | Dilaver 34e · Moro 41e, 74e · Ademi 90e · Théophile-Catherine 90e | Rapport | · 73e, 79e Marlos                                   | Spectateurs : 28 316 Arbitrage : Felix Brych Arbitre vidéo : Christian Dingert | Spectateurs : 28 316 Arbitrage : Felix Brych Arbitre vidéo : Christian Dingert |

| 4e journée                 | Atalanta Bergame                                     | 1 - 1   | Manchester City                                            | Stade San Siro, Milan                                                            |                                                                                  |
| 6 novembre 2019 21h00 CEST | Pašalić 49e                                          | (0 - 1) | 7e Sterling                                                | Spectateurs : 34 326 Arbitrage : Aleksei Kulbakov Arbitre vidéo : Clément Turpin | Spectateurs : 34 326 Arbitrage : Aleksei Kulbakov Arbitre vidéo : Clément Turpin |
| 6 novembre 2019 21h00 CEST | Djimsiti 27e · Tolói 39e · Iličić 42e · Castagne 79e | Rapport | 70e Fernandinho · 81e Bravo · 90+2e Mendy · 90+6e B. Silva | Spectateurs : 34 326 Arbitrage : Aleksei Kulbakov Arbitre vidéo : Clément Turpin | Spectateurs : 34 326 Arbitrage : Aleksei Kulbakov Arbitre vidéo : Clément Turpin |

| 5e journée                  | Atalanta Bergame              | 2 - 0   | Dinamo Zagreb                                        | Stade San Siro, Milan                                                           |                                                                                 |
| 26 novembre 2019 21h00 CEST | Muriel 27e (pen.) · Gómez 47e | (1 - 0) |                                                      | Spectateurs : 28 365 Arbitrage : Sergei Karasev Arbitre vidéo : Bastian Dankert | Spectateurs : 28 365 Arbitrage : Sergei Karasev Arbitre vidéo : Bastian Dankert |
| 26 novembre 2019 21h00 CEST | Tolói 41e · Pašalić 65e       | Rapport | 13e Théophile-Catherine · 19e Perić · 74e Stojanović | Spectateurs : 28 365 Arbitrage : Sergei Karasev Arbitre vidéo : Bastian Dankert | Spectateurs : 28 365 Arbitrage : Sergei Karasev Arbitre vidéo : Bastian Dankert |

| 5e journée                  | Manchester City   | 1 - 1   | Chakhtar Donetsk | Etihad Stadium, Manchester                                                    |                                                                               |
| 26 novembre 2019 21h00 CEST | Gündoğan 56e      | (0 - 0) | 69e Solomon      | Spectateurs : 52 020 Arbitrage : Slavko Vinčić Arbitre vidéo : Danny Makkelie | Spectateurs : 52 020 Arbitrage : Slavko Vinčić Arbitre vidéo : Danny Makkelie |
| 26 novembre 2019 21h00 CEST | Fernandinho 90+1e | Rapport |                  | Spectateurs : 52 020 Arbitrage : Slavko Vinčić Arbitre vidéo : Danny Makkelie | Spectateurs : 52 020 Arbitrage : Slavko Vinčić Arbitre vidéo : Danny Makkelie |

| 6e journée                  | Dinamo Zagreb | 1 - 4   | Manchester City               | Stade Maksimir, Zagreb                                                                     |                                                                                            |
| 11 décembre 2019 18h55 CEST | Olmo 10e      | (1 - 1) | 34e 50e 54e Jesus · 84e Foden | Spectateurs : 29 385 Arbitrage : Carlos del Cerro Grande Arbitre vidéo : Jesús Gil Manzano | Spectateurs : 29 385 Arbitrage : Carlos del Cerro Grande Arbitre vidéo : Jesús Gil Manzano |
| 11 décembre 2019 18h55 CEST | Ademi 34e     | Rapport |                               | Spectateurs : 29 385 Arbitrage : Carlos del Cerro Grande Arbitre vidéo : Jesús Gil Manzano | Spectateurs : 29 385 Arbitrage : Carlos del Cerro Grande Arbitre vidéo : Jesús Gil Manzano |

| 6e journée                  | Chakhtar Donetsk                  | 0 - 3   | Atalanta Bergame                          | Stade Metalist, Kharkiv                                                        |                                                                                |
| 11 décembre 2019 18h55 CEST |                                   | (0 - 0) | 66e Castagne · 80e Pašalić · 90+4e Gosens | Spectateurs : 26 536 Arbitrage : Felix Zwayer Arbitre vidéo : Sascha Stegemann | Spectateurs : 26 536 Arbitrage : Felix Zwayer Arbitre vidéo : Sascha Stegemann |
| 11 décembre 2019 18h55 CEST | Patrick 50e · Dodô 63e · Dodô 77e | Rapport | 23e Muriel · 74e Freuler · 90+1e Hateboer | Spectateurs : 26 536 Arbitrage : Felix Zwayer Arbitre vidéo : Sascha Stegemann | Spectateurs : 26 536 Arbitrage : Felix Zwayer Arbitre vidéo : Sascha Stegemann |

### Groupe D
| Rang | Équipe             | Pts | J | G | N | P | Bp | Bc | Diff |  | Résultats (▼ dom., ► ext.) |     |     |     |     |
| ---- | ------------------ | --- | - | - | - | - | -- | -- | ---- |  | -------------------------- | --- | --- | --- | --- |
| 1    | Juventus FC        | 16  | 6 | 5 | 1 | 0 | 12 | 4  | +8   |  | Juventus FC                |     | 1-0 | 3-0 | 2-1 |
| 2    | Atlético de Madrid | 10  | 6 | 3 | 1 | 2 | 8  | 5  | +3   |  | Atlético de Madrid         | 2-2 |     | 1-0 | 2-0 |
| 3    | Bayer Leverkusen   | 6   | 6 | 2 | 0 | 4 | 5  | 9  | -4   |  | Bayer Leverkusen           | 0-2 | 2-1 |     | 1-2 |
| 4    | Lokomotiv Moscou   | 3   | 6 | 1 | 0 | 5 | 4  | 11 | -7   |  | Lokomotiv Moscou           | 1-2 | 0-2 | 0-2 |     |

| 1re journée                  | Bayer Leverkusen  | 1 - 2   | Lokomotiv Moscou             | BayArena, Leverkusen                                                        |                                                                             |
| 18 septembre 2019 21h00 CEST | Höwedes 25e (csc) | (1 - 2) | 16e Krychowiak · 37e Barinov | Spectateurs : 26 592 Arbitrage : Paweł Raczkowski Arbitre vidéo : Paweł Gil | Spectateurs : 26 592 Arbitrage : Paweł Raczkowski Arbitre vidéo : Paweł Gil |
| 18 septembre 2019 21h00 CEST | Aránguiz 76e      | Rapport | 55e Barinov                  | Spectateurs : 26 592 Arbitrage : Paweł Raczkowski Arbitre vidéo : Paweł Gil | Spectateurs : 26 592 Arbitrage : Paweł Raczkowski Arbitre vidéo : Paweł Gil |

| 1re journée                  | Atlético de Madrid      | 2 - 2   | Juventus FC                | Estadio Metropolitano, Madrid                                                   |                                                                                 |
| 18 septembre 2019 21h00 CEST | Savić 70e · Herrera 90e | (0 - 0) | 48e Cuadrado · 65e Matuidi | Spectateurs : 66 283 Arbitrage : Danny Makkelie Arbitre vidéo : Jochem Kamphuis | Spectateurs : 66 283 Arbitrage : Danny Makkelie Arbitre vidéo : Jochem Kamphuis |
| 18 septembre 2019 21h00 CEST | Costa 83e               | Rapport | 15e Matuidi · 71e Cuadrado | Spectateurs : 66 283 Arbitrage : Danny Makkelie Arbitre vidéo : Jochem Kamphuis | Spectateurs : 66 283 Arbitrage : Danny Makkelie Arbitre vidéo : Jochem Kamphuis |

| 2e journée                  | Juventus FC                                  | 3 - 0   | Bayer Leverkusen | Allianz Stadium, Turin                                                         |                                                                                |
| 1er octobre 2019 21h00 CEST | Higuaín 17e · Bernardeschi 62e · Ronaldo 89e | (1 - 0) |                  | Spectateurs : 34 525 Arbitrage : William Collum Arbitre vidéo : Stuart Attwell | Spectateurs : 34 525 Arbitrage : William Collum Arbitre vidéo : Stuart Attwell |
| 1er octobre 2019 21h00 CEST | Cuadrado 55e                                 | Rapport | 19e Aránguiz     | Spectateurs : 34 525 Arbitrage : William Collum Arbitre vidéo : Stuart Attwell | Spectateurs : 34 525 Arbitrage : William Collum Arbitre vidéo : Stuart Attwell |

| 2e journée                  | Lokomotiv Moscou         | 0 - 2   | Atlético de Madrid      | RZD Arena, Moscou                                                            |                                                                              |
| 1er octobre 2019 21h00 CEST |                          | (0 - 0) | 48e Félix · 58e Partey  | Spectateurs : 27 051 Arbitrage : Orel Grinfeld Arbitre vidéo : João Pinheiro | Spectateurs : 27 051 Arbitrage : Orel Grinfeld Arbitre vidéo : João Pinheiro |
| 1er octobre 2019 21h00 CEST | Ignatyev 62e · Mário 85e | Rapport | 29e Partey · 82e Felipe | Spectateurs : 27 051 Arbitrage : Orel Grinfeld Arbitre vidéo : João Pinheiro | Spectateurs : 27 051 Arbitrage : Orel Grinfeld Arbitre vidéo : João Pinheiro |

| 3e journée                 | Atlético de Madrid | 1 - 0   | Bayer Leverkusen | Estadio Metropolitano, Madrid                                                    |                                                                                  |
| 22 octobre 2019 18h55 CEST | Morata 78e         | (0 - 0) |                  | Spectateurs : 56 776 Arbitrage : Artur Soares Dias Arbitre vidéo : Tiago Martins | Spectateurs : 56 776 Arbitrage : Artur Soares Dias Arbitre vidéo : Tiago Martins |
| 22 octobre 2019 18h55 CEST | Koke 54e           | Rapport | 38e Bellarabi    | Spectateurs : 56 776 Arbitrage : Artur Soares Dias Arbitre vidéo : Tiago Martins | Spectateurs : 56 776 Arbitrage : Artur Soares Dias Arbitre vidéo : Tiago Martins |

| 3e journée                 | Juventus FC                | 2 - 1   | Lokomotiv Moscou             | Allianz Stadium, Turin                                                           |                                                                                  |
| 22 octobre 2019 21h00 CEST | Dybala 77e 79e             | (0 - 1) | 30e Al. Miranchuk            | Spectateurs : 38 547 Arbitrage : Tasos Sidiropoulos Arbitre vidéo : Felix Zwayer | Spectateurs : 38 547 Arbitrage : Tasos Sidiropoulos Arbitre vidéo : Felix Zwayer |
| 22 octobre 2019 21h00 CEST | Matuidi 17e · Cuadrado 68e | Rapport | 72e Krychowiak · 90e Barinov | Spectateurs : 38 547 Arbitrage : Tasos Sidiropoulos Arbitre vidéo : Felix Zwayer | Spectateurs : 38 547 Arbitrage : Tasos Sidiropoulos Arbitre vidéo : Felix Zwayer |

| 4e journée                 | Lokomotiv Moscou  | 1 - 2   | Juventus FC             | RZD Arena, Moscou                                                           |                                                                             |
| 6 novembre 2019 18h55 CEST | Al. Miranchuk 12e | (1 - 1) | 2e Ramsey · 90+3e Costa | Spectateurs : 26 861 Arbitrage : Ruddy Buquet Arbitre vidéo : Benoît Millot | Spectateurs : 26 861 Arbitrage : Ruddy Buquet Arbitre vidéo : Benoît Millot |
| 6 novembre 2019 18h55 CEST | Rybus 83e         | Rapport | 39e Bonucci · 90e Costa | Spectateurs : 26 861 Arbitrage : Ruddy Buquet Arbitre vidéo : Benoît Millot | Spectateurs : 26 861 Arbitrage : Ruddy Buquet Arbitre vidéo : Benoît Millot |

| 4e journée                 | Bayer Leverkusen                                | 2 - 1   | Atlético de Madrid     | BayArena, Leverkusen                                                          |                                                                               |
| 6 novembre 2019 21h00 CEST | Thomas 41e (csc) · Volland 55e                  | (1 - 0) | 90+4e Morata           | Spectateurs : 28 160 Arbitrage : Damir Skomina Arbitre vidéo : Daniele Orsato | Spectateurs : 28 160 Arbitrage : Damir Skomina Arbitre vidéo : Daniele Orsato |
| 6 novembre 2019 21h00 CEST | Weiser 50e · Demirbay 79e · Tah 79e · Amiri 84e | Rapport | 79e Oblak · 79e Morata | Spectateurs : 28 160 Arbitrage : Damir Skomina Arbitre vidéo : Daniele Orsato | Spectateurs : 28 160 Arbitrage : Damir Skomina Arbitre vidéo : Daniele Orsato |

| 5e journée                  | Lokomotiv Moscou                                       | 0 - 2   | Bayer Leverkusen                    | RZD Arena, Moscou                                                              |                                                                                |
| 26 novembre 2019 18h55 CEST |                                                        | (0 - 1) | 11e (csc) Jemaletdinov · 54e Bender | Spectateurs : 25 757 Arbitrage : Michael Oliver Arbitre vidéo : Chris Kavanagh | Spectateurs : 25 757 Arbitrage : Michael Oliver Arbitre vidéo : Chris Kavanagh |
| 26 novembre 2019 18h55 CEST | Höwedes 42e · Ignatyev 67e · Ćorluka 67e · Barinov 83e | Rapport | 77e Wendell                         | Spectateurs : 25 757 Arbitrage : Michael Oliver Arbitre vidéo : Chris Kavanagh | Spectateurs : 25 757 Arbitrage : Michael Oliver Arbitre vidéo : Chris Kavanagh |

| 5e journée                  | Juventus FC   | 1 - 0   | Atlético de Madrid                                | Allianz Stadium, Turin                                                         |                                                                                |
| 26 novembre 2019 21h00 CEST | Dybala 45+2e  | (1 - 0) |                                                   | Spectateurs : 40 486 Arbitrage : Anthony Taylor Arbitre vidéo : Stuart Attwell | Spectateurs : 40 486 Arbitrage : Anthony Taylor Arbitre vidéo : Stuart Attwell |
| 26 novembre 2019 21h00 CEST | Bentancur 35e | Rapport | 32e Hermoso · 40e Lodi · 52e Ñíguez · 58e Herrera | Spectateurs : 40 486 Arbitrage : Anthony Taylor Arbitre vidéo : Stuart Attwell | Spectateurs : 40 486 Arbitrage : Anthony Taylor Arbitre vidéo : Stuart Attwell |

| 6e journée                  | Bayer Leverkusen | 0 - 2   | Juventus FC                 | BayArena, Leverkusen                                                         |                                                                              |
| 11 décembre 2019 21h00 CEST |                  | (0 - 0) | 75e Ronaldo · 90+2e Higuaín | Spectateurs : 29 542 Arbitrage : Benoît Bastien Arbitre vidéo : Ruddy Buquet | Spectateurs : 29 542 Arbitrage : Benoît Bastien Arbitre vidéo : Ruddy Buquet |
| 11 décembre 2019 21h00 CEST | Rapport          |         |                             | Spectateurs : 29 542 Arbitrage : Benoît Bastien Arbitre vidéo : Ruddy Buquet | Spectateurs : 29 542 Arbitrage : Benoît Bastien Arbitre vidéo : Ruddy Buquet |

| 6e journée                  | Atlético de Madrid            | 2 - 0   | Lokomotiv Moscou               | Estadio Metropolitano, Madrid                                                   |                                                                                 |
| 11 décembre 2019 21h00 CEST | Félix 17e (pen.) · Felipe 54e | (1 - 0) |                                | Spectateurs : 58 426 Arbitrage : Viktor Kassai Arbitre vidéo : Szymon Marciniak | Spectateurs : 58 426 Arbitrage : Viktor Kassai Arbitre vidéo : Szymon Marciniak |
| 11 décembre 2019 21h00 CEST | Correa 67e                    | Rapport | 40e Cerqueira · 42e Krychowiak | Spectateurs : 58 426 Arbitrage : Viktor Kassai Arbitre vidéo : Szymon Marciniak | Spectateurs : 58 426 Arbitrage : Viktor Kassai Arbitre vidéo : Szymon Marciniak |

### Groupe E
| Rang | Équipe             | Pts | J | G | N | P | Bp | Bc | Diff |  | Résultats (▼ dom., ► ext.) |     |     |     |     |
| ---- | ------------------ | --- | - | - | - | - | -- | -- | ---- |  | -------------------------- | --- | --- | --- | --- |
| 1    | Liverpool FC       | 13  | 6 | 4 | 1 | 1 | 13 | 8  | +5   |  | Liverpool FC               |     | 1-1 | 4-3 | 2-1 |
| 2    | SSC Naples         | 12  | 6 | 3 | 3 | 0 | 11 | 4  | +7   |  | SSC Naples                 | 2-0 |     | 1-1 | 4-0 |
| 3    | Red Bull Salzbourg | 7   | 6 | 2 | 1 | 3 | 16 | 13 | +3   |  | Red Bull Salzbourg         | 0-2 | 2-3 |     | 6-2 |
| 4    | KRC Genk           | 1   | 6 | 0 | 1 | 5 | 5  | 20 | -15  |  | KRC Genk                   | 1-4 | 0-0 | 1-4 |     |

| 1re journée                  | SSC Naples                          | 2 - 0   | Liverpool FC               | Stade San Paolo, Naples                                                      |                                                                              |
| 17 septembre 2019 21h00 CEST | Mertens 82e (pen.) · Llorente 90+2e | (0 - 0) |                            | Spectateurs : 38 878 Arbitrage : Felix Brych Arbitre vidéo : Bastian Dankert | Spectateurs : 38 878 Arbitrage : Felix Brych Arbitre vidéo : Bastian Dankert |
| 17 septembre 2019 21h00 CEST | Llorente 90e                        | Rapport | 57e Robertson · 61e Milner | Spectateurs : 38 878 Arbitrage : Felix Brych Arbitre vidéo : Bastian Dankert | Spectateurs : 38 878 Arbitrage : Felix Brych Arbitre vidéo : Bastian Dankert |

| 1re journée                  | Red Bull Salzbourg                                                     | 6 - 2   | KRC Genk                   | Red Bull Arena, Salzbourg                                                      |                                                                                |
| 17 septembre 2019 21h00 CEST | Haaland 2e 34e 45e · Hwang Hee-chan 36e · Szoboszlai 45+2e · Ulmer 66e | (5 - 1) | 40e Lucumí · 52e Samatta   | Spectateurs : 29 520 Arbitrage : Felix Zwayer Arbitre vidéo : Sascha Stegemann | Spectateurs : 29 520 Arbitrage : Felix Zwayer Arbitre vidéo : Sascha Stegemann |
| 17 septembre 2019 21h00 CEST | Nissen 47e · Bernede 50e · Szoboszkai 62e                              | Rapport | 58e Bongonda · 83e Samatta | Spectateurs : 29 520 Arbitrage : Felix Zwayer Arbitre vidéo : Sascha Stegemann | Spectateurs : 29 520 Arbitrage : Felix Zwayer Arbitre vidéo : Sascha Stegemann |

| 2e journée                | KRC Genk | 0 - 0   | SSC Naples           | Luminus Arena, Genk                                                              |                                                                                  |
| 2 octobre 2019 18h55 CEST |          | (0 - 0) |                      | Spectateurs : 19 962 Arbitrage : István Kovács Arbitre vidéo : Christian Dingert | Spectateurs : 19 962 Arbitrage : István Kovács Arbitre vidéo : Christian Dingert |
| 2 octobre 2019 18h55 CEST | Ito 50e  | Rapport | 65e Milik · 78e Ruiz | Spectateurs : 19 962 Arbitrage : István Kovács Arbitre vidéo : Christian Dingert | Spectateurs : 19 962 Arbitrage : István Kovács Arbitre vidéo : Christian Dingert |

| 2e journée                | Liverpool FC                            | 4 - 3   | Red Bull Salzbourg                              | Anfield, Liverpool                                                                |                                                                                   |
| 2 octobre 2019 21h00 CEST | Mané 9e · Robertson 25e · Salah 36e 69e | (3 - 1) | 39e Hwang Hee-chan · 56e Minamino · 60e Haaland | Spectateurs : 52 243 Arbitrage : Andreas Ekberg Arbitre vidéo : Jesús Gil Manzano | Spectateurs : 52 243 Arbitrage : Andreas Ekberg Arbitre vidéo : Jesús Gil Manzano |
| 2 octobre 2019 21h00 CEST | Fabinho 86e                             | Rapport |                                                 | Spectateurs : 52 243 Arbitrage : Andreas Ekberg Arbitre vidéo : Jesús Gil Manzano | Spectateurs : 52 243 Arbitrage : Andreas Ekberg Arbitre vidéo : Jesús Gil Manzano |

| 3e journée                 | Red Bull Salzbourg     | 2 - 3   | SSC Naples                              | Red Bull Arena, Salzbourg                                                         |                                                                                   |
| 23 octobre 2019 21h00 CEST | Haaland 40e (pen.) 72e | (1 - 1) | 17e 64e Mertens · 73e Insigne           | Spectateurs : 29 520 Arbitrage : Clément Turpin Arbitre vidéo : François Letexier | Spectateurs : 29 520 Arbitrage : Clément Turpin Arbitre vidéo : François Letexier |
| 23 octobre 2019 21h00 CEST | Haaland 45+2e          | Rapport | 38e Lozano · 39e Malcuit · 89e Llorente | Spectateurs : 29 520 Arbitrage : Clément Turpin Arbitre vidéo : François Letexier | Spectateurs : 29 520 Arbitrage : Clément Turpin Arbitre vidéo : François Letexier |

| 3e journée                 | KRC Genk | 1 - 4   | Liverpool FC                                     | Luminus Arena, Genk                                                         |                                                                             |
| 23 octobre 2019 21h00 CEST | Odey 88e | (0 - 1) | 2e 57e Oxlade-Chamberlain · 77e Mané · 87e Salah | Spectateurs : 19 626 Arbitrage : Slavko Vinčić Arbitre vidéo : Paolo Valeri | Spectateurs : 19 626 Arbitrage : Slavko Vinčić Arbitre vidéo : Paolo Valeri |
| 23 octobre 2019 21h00 CEST | Odey 84e | Rapport | 70e Gomez                                        | Spectateurs : 19 626 Arbitrage : Slavko Vinčić Arbitre vidéo : Paolo Valeri | Spectateurs : 19 626 Arbitrage : Slavko Vinčić Arbitre vidéo : Paolo Valeri |

| 4e journée                 | SSC Naples    | 1 - 1   | Red Bull Salzbourg         | Stade San Paolo, Naples                                                     |                                                                             |
| 5 novembre 2019 21h00 CEST | Lozano 44e    | (1 - 1) | 11e (pen.) Haaland         | Spectateurs : 32 862 Arbitrage : Szymon Marciniak Arbitre vidéo : Paweł Gil | Spectateurs : 32 862 Arbitrage : Szymon Marciniak Arbitre vidéo : Paweł Gil |
| 5 novembre 2019 21h00 CEST | Zieliński 27e | Rapport | 4e Onguéné · 37e Pongračić | Spectateurs : 32 862 Arbitrage : Szymon Marciniak Arbitre vidéo : Paweł Gil | Spectateurs : 32 862 Arbitrage : Szymon Marciniak Arbitre vidéo : Paweł Gil |

| 4e journée                 | Liverpool FC                           | 2 - 1   | KRC Genk                  | Anfield, Liverpool                                                                 |                                                                                    |
| 5 novembre 2019 21h00 CEST | Wijnaldum 14e · Oxlade-Chamberlain 53e | (1 - 1) | 41e Samatta               | Spectateurs : 52 611 Arbitrage : Ivan Kružliak Arbitre vidéo : Massimiliano Irrati | Spectateurs : 52 611 Arbitrage : Ivan Kružliak Arbitre vidéo : Massimiliano Irrati |
| 5 novembre 2019 21h00 CEST |                                        | Rapport | 22e Lucumí · 83e De Norre | Spectateurs : 52 611 Arbitrage : Ivan Kružliak Arbitre vidéo : Massimiliano Irrati | Spectateurs : 52 611 Arbitrage : Ivan Kružliak Arbitre vidéo : Massimiliano Irrati |

| 5e journée                  | Liverpool FC    | 1 - 1   | SSC Naples                    | Anfield, Liverpool                                                                          |                                                                                             |
| 27 novembre 2019 21h00 CEST | Lovren 65e      | (0 - 1) | 21e Mertens                   | Spectateurs : 52 128 Arbitrage : Carlos del Cerro Grande Arbitre vidéo : José Maria Sánchez | Spectateurs : 52 128 Arbitrage : Carlos del Cerro Grande Arbitre vidéo : José Maria Sánchez |
| 27 novembre 2019 21h00 CEST | Robertson 90+1e | Rapport | 90+2e Koulibaly · 90+4e Allan | Spectateurs : 52 128 Arbitrage : Carlos del Cerro Grande Arbitre vidéo : José Maria Sánchez | Spectateurs : 52 128 Arbitrage : Carlos del Cerro Grande Arbitre vidéo : José Maria Sánchez |

| 5e journée                  | KRC Genk    | 1 - 4   | Red Bull Salzbourg                                         | Luminus Arena, Genk                                                                 |                                                                                     |
| 27 novembre 2019 21h00 CEST | 85e Samatta | (0 - 2) | 43e Daka · 45e Minamino · 69e Hwang Hee-chan · 87e Haaland | Spectateurs : 17 284 Arbitrage : Mattias Gestranius Arbitre vidéo : Jochem Kamphuis | Spectateurs : 17 284 Arbitrage : Mattias Gestranius Arbitre vidéo : Jochem Kamphuis |
| 27 novembre 2019 21h00 CEST | Samatta 74e | Rapport | 21e Junuzović · 46e Nissen                                 | Spectateurs : 17 284 Arbitrage : Mattias Gestranius Arbitre vidéo : Jochem Kamphuis | Spectateurs : 17 284 Arbitrage : Mattias Gestranius Arbitre vidéo : Jochem Kamphuis |

| 6e journée                  | SSC Naples                                   | 4 - 0   | KRC Genk                                      | Stade San Paolo, Naples                                                     |                                                                             |
| 10 décembre 2019 18h55 CEST | Milik 3e 26e 38e (pen.) · Mertens 75e (pen.) | (3 - 0) |                                               | Spectateurs : 22 265 Arbitrage : Cüneyt Çakir Arbitre vidéo : Mete Kalkavan | Spectateurs : 22 265 Arbitrage : Cüneyt Çakir Arbitre vidéo : Mete Kalkavan |
| 10 décembre 2019 18h55 CEST | Rui 80e · Koulibaly 87e                      | Rapport | 36e Vandevoordt · 74e De Norre · 88e Paintsil | Spectateurs : 22 265 Arbitrage : Cüneyt Çakir Arbitre vidéo : Mete Kalkavan | Spectateurs : 22 265 Arbitrage : Cüneyt Çakir Arbitre vidéo : Mete Kalkavan |

| 6e journée                  | Red Bull Salzbourg | 0 - 2   | Liverpool FC          | Red Bull Arena, Salzbourg                                                       |                                                                                 |
| 10 décembre 2019 18h55 CEST |                    | (0 - 0) | 57e Keïta · 58e Salah | Spectateurs : 29 520 Arbitrage : Danny Makkelie Arbitre vidéo : Jochem Kamphuis | Spectateurs : 29 520 Arbitrage : Danny Makkelie Arbitre vidéo : Jochem Kamphuis |
| 10 décembre 2019 18h55 CEST |                    | Rapport | 51e Mané              | Spectateurs : 29 520 Arbitrage : Danny Makkelie Arbitre vidéo : Jochem Kamphuis | Spectateurs : 29 520 Arbitrage : Danny Makkelie Arbitre vidéo : Jochem Kamphuis |

### Groupe F
| Rang | Équipe            | Pts | J | G | N | P | Bp | Bc | Diff |  | Résultats (▼ dom., ► ext.) |     |     |     |     |
| ---- | ----------------- | --- | - | - | - | - | -- | -- | ---- |  | -------------------------- | --- | --- | --- | --- |
| 1    | FC Barcelone      | 14  | 6 | 4 | 2 | 0 | 9  | 4  | +5   |  | FC Barcelone               |     | 3-1 | 2-1 | 0-0 |
| 2    | Borussia Dortmund | 10  | 6 | 3 | 1 | 2 | 8  | 8  | 0    |  | Borussia Dortmund          | 0-0 |     | 3-2 | 2-1 |
| 3    | Inter Milan       | 7   | 6 | 2 | 1 | 3 | 10 | 9  | +1   |  | Inter Milan                | 1-2 | 2-0 |     | 1-1 |
| 4    | Slavia Prague     | 2   | 6 | 0 | 2 | 4 | 4  | 10 | -6   |  | Slavia Prague              | 1-2 | 0-2 | 1-3 |     |

| 1re journée                  | Inter Milan                               | 1 - 1   | Slavia Prague              | Stade San Siro, Milan                                                           |                                                                                 |
| 17 septembre 2019 18h55 CEST | Barella 90+2e                             | (0 - 0) | 63e Olayinka               | Spectateurs : 50 128 Arbitrage : Ruddy Buquet Arbitre vidéo : François Letexier | Spectateurs : 50 128 Arbitrage : Ruddy Buquet Arbitre vidéo : François Letexier |
| 17 septembre 2019 18h55 CEST | Asamoah 54e · Martínez 66e · Politano 83e | Rapport | 40e Hovorka · 90+1e Souček | Spectateurs : 50 128 Arbitrage : Ruddy Buquet Arbitre vidéo : François Letexier | Spectateurs : 50 128 Arbitrage : Ruddy Buquet Arbitre vidéo : François Letexier |

| 1re journée                  | Borussia Dortmund           | 0 - 0   | FC Barcelone                         | Signal Iduna Park, Dortmund                                                      |                                                                                  |
| 17 septembre 2019 21h00 CEST |                             | (0 - 0) |                                      | Spectateurs : 66 099 Arbitrage : Ovidiu Hațegan Arbitre vidéo : Szymon Marciniak | Spectateurs : 66 099 Arbitrage : Ovidiu Hațegan Arbitre vidéo : Szymon Marciniak |
| 17 septembre 2019 21h00 CEST | Delaney 15e · T. Hazard 47e | Rapport | 50e Piqué · 55e Semedo · 70e Rakitić | Spectateurs : 66 099 Arbitrage : Ovidiu Hațegan Arbitre vidéo : Szymon Marciniak | Spectateurs : 66 099 Arbitrage : Ovidiu Hațegan Arbitre vidéo : Szymon Marciniak |

| 2e journée                | Slavia Prague            | 0 - 2   | Borussia Dortmund | Eden Aréna, Prague                                                            |                                                                               |
| 2 octobre 2019 18h55 CEST |                          | (0 - 0) | 35e 89e Hakimi    | Spectateurs : 19 370 Arbitrage : Björn Kuipers Arbitre vidéo : Pol van Boekel | Spectateurs : 19 370 Arbitrage : Björn Kuipers Arbitre vidéo : Pol van Boekel |
| 2 octobre 2019 18h55 CEST | Ševčík 45e · Hovorka 50e | Rapport | 22e Piszczek      | Spectateurs : 19 370 Arbitrage : Björn Kuipers Arbitre vidéo : Pol van Boekel | Spectateurs : 19 370 Arbitrage : Björn Kuipers Arbitre vidéo : Pol van Boekel |

| 2e journée                | FC Barcelone                                       | 2 - 1   | Inter Milan              | Camp Nou, Barcelone                                                           |                                                                               |
| 2 octobre 2019 21h00 CEST | Suárez 58e 84e                                     | (0 - 1) | 2e Martínez              | Spectateurs : 86 141 Arbitrage : Damir Skomina Arbitre vidéo : Danny Makkelie | Spectateurs : 86 141 Arbitrage : Damir Skomina Arbitre vidéo : Danny Makkelie |
| 2 octobre 2019 21h00 CEST | Griezmann 9e · Piqué 22e · Roberto 52e · Vidal 76e | Rapport | 6e Barella · 77e Sánchez | Spectateurs : 86 141 Arbitrage : Damir Skomina Arbitre vidéo : Danny Makkelie | Spectateurs : 86 141 Arbitrage : Damir Skomina Arbitre vidéo : Danny Makkelie |

| 3e journée                 | Inter Milan                                           | 2 - 0   | Borussia Dortmund       | Stade San Siro, Milan                                                          |                                                                                |
| 23 octobre 2019 21h00 CEST | Martínez 22e · Candreva 89e                           | (1 - 0) |                         | Spectateurs : 65 673 Arbitrage : Anthony Taylor Arbitre vidéo : Stuart Attwell | Spectateurs : 65 673 Arbitrage : Anthony Taylor Arbitre vidéo : Stuart Attwell |
| 23 octobre 2019 21h00 CEST | Brozović 43e · Barella 56e · Godín 56e · Candreva 90e | Rapport | 79e Weigl · 87e Hummels | Spectateurs : 65 673 Arbitrage : Anthony Taylor Arbitre vidéo : Stuart Attwell | Spectateurs : 65 673 Arbitrage : Anthony Taylor Arbitre vidéo : Stuart Attwell |

| 3e journée                 | Slavia Prague                                        | 1 - 2   | FC Barcelone                  | Eden Aréna, Prague                                                           |                                                                              |
| 23 octobre 2019 21h00 CEST | Bořil 50e                                            | (0 - 1) | 3e Messi · 57e (csc) Olayinka | Spectateurs : 19 170 Arbitrage : Bobby Madden Arbitre vidéo : Pol van Boekel | Spectateurs : 19 170 Arbitrage : Bobby Madden Arbitre vidéo : Pol van Boekel |
| 23 octobre 2019 21h00 CEST | Masopust 56e · Bořil 64e · Olayinka 71e · Ševčík 76e | Rapport | 35e Alba · 90+5e Dembélé      | Spectateurs : 19 170 Arbitrage : Bobby Madden Arbitre vidéo : Pol van Boekel | Spectateurs : 19 170 Arbitrage : Bobby Madden Arbitre vidéo : Pol van Boekel |

| 4e journée                 | FC Barcelone                          | 0 - 0   | Slavia Prague                                                        | Camp Nou, Barcelone                                                            |                                                                                |
| 5 novembre 2019 18h55 CEST |                                       | (0 - 0) |                                                                      | Spectateurs : 67 023 Arbitrage : Michael Oliver Arbitre vidéo : Chris Kavanagh | Spectateurs : 67 023 Arbitrage : Michael Oliver Arbitre vidéo : Chris Kavanagh |
| 5 novembre 2019 18h55 CEST | Piqué 14e · Semedo 32e · Busquets 43e | Rapport | 21e Olayinka · 48e Stanciu · 82e Hušbauer · 84e Kúdela · 90+3e Kolář | Spectateurs : 67 023 Arbitrage : Michael Oliver Arbitre vidéo : Chris Kavanagh | Spectateurs : 67 023 Arbitrage : Michael Oliver Arbitre vidéo : Chris Kavanagh |

| 4e journée                 | Borussia Dortmund           | 3 - 2   | Inter Milan                              | Signal Iduna Park, Dortmund                                                     |                                                                                 |
| 5 novembre 2019 21h00 CEST | Hakimi 51e 77e · Brandt 64e | (0 - 2) | 5e Martínez · 40e Vecino                 | Spectateurs : 66 099 Arbitrage : Danny Makkelie Arbitre vidéo : Jochem Kamphuis | Spectateurs : 66 099 Arbitrage : Danny Makkelie Arbitre vidéo : Jochem Kamphuis |
| 5 novembre 2019 21h00 CEST | T. Hazard 79e               | Rapport | 1e Biraghi · 30e Škriniar · 48e Candreva | Spectateurs : 66 099 Arbitrage : Danny Makkelie Arbitre vidéo : Jochem Kamphuis | Spectateurs : 66 099 Arbitrage : Danny Makkelie Arbitre vidéo : Jochem Kamphuis |

| 5e journée                  | FC Barcelone                           | 3 - 1   | Borussia Dortmund | Camp Nou, Barcelone                                                               |                                                                                   |
| 27 novembre 2019 21h00 CEST | Suárez 29e · Messi 33e · Griezmann 67e | (2 - 0) | 77e Sancho        | Spectateurs : 90 071 Arbitrage : Clément Turpin Arbitre vidéo : François Letexier | Spectateurs : 90 071 Arbitrage : Clément Turpin Arbitre vidéo : François Letexier |
| 27 novembre 2019 21h00 CEST | Messi 51e · Busquets 71e               | Rapport | 74e Guerreiro     | Spectateurs : 90 071 Arbitrage : Clément Turpin Arbitre vidéo : François Letexier | Spectateurs : 90 071 Arbitrage : Clément Turpin Arbitre vidéo : François Letexier |

| 5e journée                  | Slavia Prague     | 1 - 3   | Inter Milan                   | Eden Aréna, Prague                                                          |                                                                             |
| 27 novembre 2019 21h00 CEST | Souček 37e (pen.) | (1 - 1) | 19e 88e Martínez · 81e Lukaku | Spectateurs : 19 370 Arbitrage : Szymon Marciniak Arbitre vidéo : Paweł Gil | Spectateurs : 19 370 Arbitrage : Szymon Marciniak Arbitre vidéo : Paweł Gil |
| 27 novembre 2019 21h00 CEST | Kúdela 52e        | Rapport | 12e Vecino · 24e Martínez     | Spectateurs : 19 370 Arbitrage : Szymon Marciniak Arbitre vidéo : Paweł Gil | Spectateurs : 19 370 Arbitrage : Szymon Marciniak Arbitre vidéo : Paweł Gil |

| 6e journée                  | Borussia Dortmund                         | 2 - 1   | Slavia Prague          | Signal Iduna Park, Dortmund                                                    |                                                                                |
| 10 décembre 2019 21h00 CEST | Sancho 10e · Brandt 61e                   | (1 - 1) | 43e Souček             | Spectateurs : 65 079 Arbitrage : Sergei Karasev Arbitre vidéo : Vitali Meshkov | Spectateurs : 65 079 Arbitrage : Sergei Karasev Arbitre vidéo : Vitali Meshkov |
| 10 décembre 2019 21h00 CEST | Brandt 38e · Zagadou 49e · Weigl 66e, 77e | Rapport | 42e Bořil · 82e Coufal | Spectateurs : 65 079 Arbitrage : Sergei Karasev Arbitre vidéo : Vitali Meshkov | Spectateurs : 65 079 Arbitrage : Sergei Karasev Arbitre vidéo : Vitali Meshkov |

| 6e journée                  | Inter Milan                              | 1 - 2   | FC Barcelone            | Stade San Siro, Milan                                                         |                                                                               |
| 10 décembre 2019 21h00 CEST | Lukaku 44e                               | (1 - 1) | 23e Pérez · 87e Fati    | Spectateurs : 71 818 Arbitrage : Björn Kuipers Arbitre vidéo : Pol van Boekel | Spectateurs : 71 818 Arbitrage : Björn Kuipers Arbitre vidéo : Pol van Boekel |
| 10 décembre 2019 21h00 CEST | Valero 45+1e · de Vrij 88e · Godín 90+2e | Rapport | 35e Lenglet · 49e Firpo | Spectateurs : 71 818 Arbitrage : Björn Kuipers Arbitre vidéo : Pol van Boekel | Spectateurs : 71 818 Arbitrage : Björn Kuipers Arbitre vidéo : Pol van Boekel |

### Groupe G
| Rang | Équipe                   | Pts | J | G | N | P | Bp | Bc | Diff |  | Résultats (▼ dom., ► ext.) |     |     |     |     |
| ---- | ------------------------ | --- | - | - | - | - | -- | -- | ---- |  | -------------------------- | --- | --- | --- | --- |
| 1    | RB Leipzig               | 11  | 6 | 3 | 2 | 1 | 10 | 8  | +2   |  | RB Leipzig                 |     | 0-2 | 2-2 | 2-1 |
| 2    | Olympique lyonnais       | 8   | 6 | 2 | 2 | 2 | 9  | 8  | +1   |  | Olympique lyonnais         | 2-2 |     | 3-1 | 1-1 |
| 3    | Benfica Lisbonne         | 7   | 6 | 2 | 1 | 3 | 10 | 11 | -1   |  | Benfica Lisbonne           | 1-2 | 2-1 |     | 3-0 |
| 4    | Zénith Saint-Pétersbourg | 7   | 6 | 2 | 1 | 3 | 7  | 9  | -2   |  | Zénith Saint-Pétersbourg   | 0-2 | 2-0 | 3-1 |     |

| 1re journée                  | Olympique lyonnais | 1 - 1   | Zénith Saint-Pétersbourg                                | Groupama Stadium, Décines-Charpieu                                           |                                                                              |
| 17 septembre 2019 18h55 CEST | Depay 50e (pen.)   | (0 - 1) | 41e Azmoun                                              | Spectateurs : 47 201 Arbitrage : Michael Oliver Arbitre vidéo : Craig Pawson | Spectateurs : 47 201 Arbitrage : Michael Oliver Arbitre vidéo : Craig Pawson |
| 17 septembre 2019 18h55 CEST | Koné 71e           | Rapport | 38e Azmoun · 61e Rakitskiy · 70e Kouziaïev · 87e Chatov | Spectateurs : 47 201 Arbitrage : Michael Oliver Arbitre vidéo : Craig Pawson | Spectateurs : 47 201 Arbitrage : Michael Oliver Arbitre vidéo : Craig Pawson |

| 1re journée                  | Benfica Lisbonne | 1 - 2   | RB Leipzig                | Estádio da Luz, Lisbonne                                                                |                                                                                         |
| 17 septembre 2019 21h00 CEST | Seferović 84e    | (0 - 0) | 69e 79e Werner            | Spectateurs : 46 460 Arbitrage : Tasos Sidiropoulos Arbitre vidéo : Massimiliano Irrati | Spectateurs : 46 460 Arbitrage : Tasos Sidiropoulos Arbitre vidéo : Massimiliano Irrati |
| 17 septembre 2019 21h00 CEST | Filipe 62e       | Rapport | 57e Poulsen · 70e Haidara | Spectateurs : 46 460 Arbitrage : Tasos Sidiropoulos Arbitre vidéo : Massimiliano Irrati | Spectateurs : 46 460 Arbitrage : Tasos Sidiropoulos Arbitre vidéo : Massimiliano Irrati |

| 2e journée                | RB Leipzig                              | 0 - 2   | Olympique lyonnais      | Red Bull Arena, Leipzig                                                                  |                                                                                          |
| 2 octobre 2019 21h00 CEST |                                         | (0 - 1) | 11e Depay · 65e Terrier | Spectateurs : 40 194 Arbitrage : Antonio Mateu Lahoz Arbitre vidéo : Alejandro Hernández | Spectateurs : 40 194 Arbitrage : Antonio Mateu Lahoz Arbitre vidéo : Alejandro Hernández |
| 2 octobre 2019 21h00 CEST | Haidara 43e · Upamecano 54e · Orban 55e | Rapport |                         | Spectateurs : 40 194 Arbitrage : Antonio Mateu Lahoz Arbitre vidéo : Alejandro Hernández | Spectateurs : 40 194 Arbitrage : Antonio Mateu Lahoz Arbitre vidéo : Alejandro Hernández |

| 2e journée                | Zénith Saint-Pétersbourg                  | 3 - 1   | Benfica Lisbonne | Gazprom Arena, Saint-Pétersbourg                                                            |                                                                                             |
| 2 octobre 2019 21h00 CEST | Dziouba 22e · Dias 70e (csc) · Azmoun 78e | (1 - 0) | 85e de Tomás     | Spectateurs : 51 683 Arbitrage : Carlos del Cerro Grande Arbitre vidéo : José María Sánchez | Spectateurs : 51 683 Arbitrage : Carlos del Cerro Grande Arbitre vidéo : José María Sánchez |
| 2 octobre 2019 21h00 CEST | Rakitskiy 44e                             | Rapport |                  | Spectateurs : 51 683 Arbitrage : Carlos del Cerro Grande Arbitre vidéo : José María Sánchez | Spectateurs : 51 683 Arbitrage : Carlos del Cerro Grande Arbitre vidéo : José María Sánchez |

| 3e journée                 | RB Leipzig                | 2 - 1   | Zénith Saint-Pétersbourg | Red Bull Arena, Leipzig                                                            |                                                                                    |
| 23 octobre 2019 18h55 CEST | Laimer 49e · Sabitzer 59e | (0 - 1) | 25e Rakitskiy            | Spectateurs : 41 058 Arbitrage : Ali Palabiyik Arbitre vidéo : Massimiliano Irrati | Spectateurs : 41 058 Arbitrage : Ali Palabiyik Arbitre vidéo : Massimiliano Irrati |
| 23 octobre 2019 18h55 CEST |                           | Rapport | 8e Barrios               | Spectateurs : 41 058 Arbitrage : Ali Palabiyik Arbitre vidéo : Massimiliano Irrati | Spectateurs : 41 058 Arbitrage : Ali Palabiyik Arbitre vidéo : Massimiliano Irrati |

| 3e journée                 | Benfica Lisbonne          | 2 - 1   | Olympique lyonnais                   | Estádio da Luz, Lisbonne                                                 |                                                                          |
| 23 octobre 2019 21h00 CEST | Silva 4e · Pizzi 86e      | (1 - 0) | 70e Depay                            | Spectateurs : 53 035 Arbitrage : Ivan Kružliak Arbitre vidéo : Paweł Gil | Spectateurs : 53 035 Arbitrage : Ivan Kružliak Arbitre vidéo : Paweł Gil |
| 23 octobre 2019 21h00 CEST | Pizzi 41e · Fernandes 59e | Rapport | 10e Marcelo · 26e Dembélé · 38e Koné | Spectateurs : 53 035 Arbitrage : Ivan Kružliak Arbitre vidéo : Paweł Gil | Spectateurs : 53 035 Arbitrage : Ivan Kružliak Arbitre vidéo : Paweł Gil |

| 4e journée                 | Zénith Saint-Pétersbourg                   | 0 - 2   | RB Leipzig                 | Gazprom Arena, Saint-Pétersbourg                                             |                                                                              |
| 5 novembre 2019 18h55 CEST |                                            | (0 - 1) | 45+5e Demme · 63e Sabitzer | Spectateurs : 50 452 Arbitrage : Orel Grinfeld Arbitre vidéo : João Pinheiro | Spectateurs : 50 452 Arbitrage : Orel Grinfeld Arbitre vidéo : João Pinheiro |
| 5 novembre 2019 18h55 CEST | Yerokhine 6e · Dziouba 66e · Kouziaïev 88e | Rapport | 66e Upamecano              | Spectateurs : 50 452 Arbitrage : Orel Grinfeld Arbitre vidéo : João Pinheiro | Spectateurs : 50 452 Arbitrage : Orel Grinfeld Arbitre vidéo : João Pinheiro |

| 4e journée                 | Olympique lyonnais                   | 3 - 1   | Benfica Lisbonne             | Groupama Stadium, Décines-Charpieu                                            |                                                                               |
| 5 novembre 2019 21h00 CEST | Andersen 4e · Depay 33e · Traoré 89e | (2 - 0) | 76e Seferović                | Spectateurs : 51 077 Arbitrage : Björn Kuipers Arbitre vidéo : Pol van Boekel | Spectateurs : 51 077 Arbitrage : Björn Kuipers Arbitre vidéo : Pol van Boekel |
| 5 novembre 2019 21h00 CEST |                                      | Rapport | 43e Gabriel · 50e Florentino | Spectateurs : 51 077 Arbitrage : Björn Kuipers Arbitre vidéo : Pol van Boekel | Spectateurs : 51 077 Arbitrage : Björn Kuipers Arbitre vidéo : Pol van Boekel |

| 5e journée                  | Zénith Saint-Pétersbourg                                  | 2 - 0   | Olympique lyonnais                     | Gazprom Arena, Saint-Pétersbourg                                            |                                                                             |
| 27 novembre 2019 18h55 CEST | Dziouba 42e · Ozdoïev 84e                                 | (1 - 0) |                                        | Spectateurs : 51 183 Arbitrage : Daniele Orsato Arbitre vidéo : Marco Guida | Spectateurs : 51 183 Arbitrage : Daniele Orsato Arbitre vidéo : Marco Guida |
| 27 novembre 2019 18h55 CEST | Kouziaïev 16e · Barrios 57e · Ozdoïev 74e · Rakitskiy 89e | Rapport | 29e Andersen · 43e Marçal · 44e Dubois | Spectateurs : 51 183 Arbitrage : Daniele Orsato Arbitre vidéo : Marco Guida | Spectateurs : 51 183 Arbitrage : Daniele Orsato Arbitre vidéo : Marco Guida |

| 5e journée                  | RB Leipzig                | 2 - 2   | Benfica Lisbonne         | Red Bull Arena, Leipzig                                                                  |                                                                                          |
| 27 novembre 2019 21h00 CEST | Forsberg 90e (pen.) 90+5e | (0 - 1) | 20e Pizzi · 59e Vinícius | Spectateurs : 38 339 Arbitrage : Jesùs Gil Manzano Arbitre vidéo : Juan Martínez Manuera | Spectateurs : 38 339 Arbitrage : Jesùs Gil Manzano Arbitre vidéo : Juan Martínez Manuera |
| 27 novembre 2019 21h00 CEST |                           | Rapport | 52e Taarabt · 89e Dias   | Spectateurs : 38 339 Arbitrage : Jesùs Gil Manzano Arbitre vidéo : Juan Martínez Manuera | Spectateurs : 38 339 Arbitrage : Jesùs Gil Manzano Arbitre vidéo : Juan Martínez Manuera |

| 6e journée                  | Olympique lyonnais    | 2 - 2   | RB Leipzig                                | Groupama Stadium, Décines-Charpieu                                             |                                                                                |
| 10 décembre 2019 21h00 CEST | Aouar 50e · Depay 82e | (0 - 2) | 9e (pen.) Forsberg · 33e (pen.) Werner    | Spectateurs : 53 288 Arbitrage : Anthony Taylor Arbitre vidéo : Stuart Attwell | Spectateurs : 53 288 Arbitrage : Anthony Taylor Arbitre vidéo : Stuart Attwell |
| 10 décembre 2019 21h00 CEST | Mendes 33e            | Rapport | 2e Upamecano · 52e Mukiele · 62e Saracchi | Spectateurs : 53 288 Arbitrage : Anthony Taylor Arbitre vidéo : Stuart Attwell | Spectateurs : 53 288 Arbitrage : Anthony Taylor Arbitre vidéo : Stuart Attwell |

| 6e journée                  | Benfica Lisbonne                                | 3 - 0   | Zénith Saint-Pétersbourg                      | Estádio da Luz, Lisbonne                                                                 |                                                                                          |
| 10 décembre 2019 21h00 CEST | Cervi 47e · Pizzi 58e (pen.) · Azmoun 79e (csc) | (0 - 0) |                                               | Spectateurs : 40 232 Arbitrage : Antonio Mateu Lahoz Arbitre vidéo : Alejandro Hernández | Spectateurs : 40 232 Arbitrage : Antonio Mateu Lahoz Arbitre vidéo : Alejandro Hernández |
| 10 décembre 2019 21h00 CEST | Gabriel 19e                                     | Rapport | 17e, 56e Santos · 43e Ozdoïev · 55e Yerokhine | Spectateurs : 40 232 Arbitrage : Antonio Mateu Lahoz Arbitre vidéo : Alejandro Hernández | Spectateurs : 40 232 Arbitrage : Antonio Mateu Lahoz Arbitre vidéo : Alejandro Hernández |

### Groupe H
| Rang | Équipe         | Pts | J | G | N | P | Bp | Bc | Diff |  | Résultats (▼ dom., ► ext.) |     |     |     |     |
| ---- | -------------- | --- | - | - | - | - | -- | -- | ---- |  | -------------------------- | --- | --- | --- | --- |
| 1    | Valence CF     | 11  | 6 | 3 | 2 | 1 | 9  | 7  | +2   |  | Valence CF                 |     | 2-2 | 0-3 | 4-1 |
| 2    | Chelsea FC     | 11  | 6 | 3 | 2 | 1 | 11 | 9  | +2   |  | Chelsea FC                 | 0-1 |     | 4-4 | 2-1 |
| 3    | Ajax Amsterdam | 10  | 6 | 3 | 1 | 2 | 12 | 6  | +6   |  | Ajax Amsterdam             | 0-1 | 0-1 |     | 3-0 |
| 4    | LOSC Lille     | 1   | 6 | 0 | 1 | 5 | 4  | 14 | -10  |  | LOSC Lille                 | 1-1 | 1-2 | 0-2 |     |

| 1re journée                  | Chelsea FC                | 0 - 1   | Valence CF  | Stamford Bridge, Londres                                                    |                                                                             |
| 17 septembre 2019 21h00 CEST |                           | (0 - 0) | 74e Rodrigo | Spectateurs : 39 469 Arbitrage : Cüneyt Çakır Arbitre vidéo : Mete Kalkavan | Spectateurs : 39 469 Arbitrage : Cüneyt Çakır Arbitre vidéo : Mete Kalkavan |
| 17 septembre 2019 21h00 CEST | Jorginho 33e · Giroud 90e | Rapport | 9e Coquelin | Spectateurs : 39 469 Arbitrage : Cüneyt Çakır Arbitre vidéo : Mete Kalkavan | Spectateurs : 39 469 Arbitrage : Cüneyt Çakır Arbitre vidéo : Mete Kalkavan |

| 1re journée                  | Ajax Amsterdam                            | 3 - 0   | LOSC Lille  | Johan Cruyff ArenA, Amsterdam                                                      |                                                                                    |
| 17 septembre 2019 21h00 CEST | Promes 18e · Álvarez 50e · Tagliafico 62e | (1 - 0) |             | Spectateurs : 51 441 Arbitrage : Srđan Jovanović Arbitre vidéo : Christian Dingert | Spectateurs : 51 441 Arbitrage : Srđan Jovanović Arbitre vidéo : Christian Dingert |
| 17 septembre 2019 21h00 CEST | Onana 39e                                 | Rapport | 39e Sanches | Spectateurs : 51 441 Arbitrage : Srđan Jovanović Arbitre vidéo : Christian Dingert | Spectateurs : 51 441 Arbitrage : Srđan Jovanović Arbitre vidéo : Christian Dingert |

| 2e journée                | LOSC Lille  | 1 - 2   | Chelsea FC                | Stade Pierre-Mauroy, Villeneuve-d'Ascq                                              |                                                                                     |
| 2 octobre 2019 21h00 CEST | Osimhen 33e | (1 - 1) | 22e Abraham · 78e Willian | Spectateurs : 48 523 Arbitrage : Aleksei Kulbakov Arbitre vidéo : Artur Soares Dias | Spectateurs : 48 523 Arbitrage : Aleksei Kulbakov Arbitre vidéo : Artur Soares Dias |
| 2 octobre 2019 21h00 CEST | Ikoné 44e   | Rapport | 35e James                 | Spectateurs : 48 523 Arbitrage : Aleksei Kulbakov Arbitre vidéo : Artur Soares Dias | Spectateurs : 48 523 Arbitrage : Aleksei Kulbakov Arbitre vidéo : Artur Soares Dias |

| 2e journée                | Valence CF                            | 0 - 3   | Ajax Amsterdam                                                                   | Stade de Mestalla, Valence                                                  |                                                                             |
| 2 octobre 2019 21h00 CEST |                                       | (0 - 2) | 8e Ziyech · 34e Promes · 67e van de Beek                                         | Spectateurs : 44 659 Arbitrage : Daniele Orsato Arbitre vidéo : Marco Guida | Spectateurs : 44 659 Arbitrage : Daniele Orsato Arbitre vidéo : Marco Guida |
| 2 octobre 2019 21h00 CEST | Costa 45+1e · Kang-in 72e · Garay 76e | Rapport | 12e Veltman · 27e Tagliafico · 60e Martínez · 61e Onana · 81e Promes · 82e Blind | Spectateurs : 44 659 Arbitrage : Daniele Orsato Arbitre vidéo : Marco Guida | Spectateurs : 44 659 Arbitrage : Daniele Orsato Arbitre vidéo : Marco Guida |

| 3e journée                 | Ajax Amsterdam           | 0 - 1   | Chelsea FC    | Johan Cruyff ArenA, Amsterdam                                                    |                                                                                  |
| 23 octobre 2019 18h55 CEST |                          | (0 - 0) | 86e Batshuayi | Spectateurs : 52 482 Arbitrage : Ovidiu Hategan Arbitre vidéo : Szymon Marciniak | Spectateurs : 52 482 Arbitrage : Ovidiu Hategan Arbitre vidéo : Szymon Marciniak |
| 23 octobre 2019 18h55 CEST | Tadić 49e · Martínez 65e | Rapport | 84e Zouma     | Spectateurs : 52 482 Arbitrage : Ovidiu Hategan Arbitre vidéo : Szymon Marciniak | Spectateurs : 52 482 Arbitrage : Ovidiu Hategan Arbitre vidéo : Szymon Marciniak |

| 3e journée                 | LOSC Lille                                         | 1 - 1   | Valence CF                      | Stade Pierre-Mauroy, Villeneuve-d'Ascq                                          |                                                                                 |
| 23 octobre 2019 21h00 CEST | Ikoné 90+5e                                        | (0 - 0) | 63e Cheryshev                   | Spectateurs : 47 488 Arbitrage : Deniz Aytekin Arbitre vidéo : Sascha Stegemann | Spectateurs : 47 488 Arbitrage : Deniz Aytekin Arbitre vidéo : Sascha Stegemann |
| 23 octobre 2019 21h00 CEST | Çelik 21e · Ajaúro 42e · Djaló 86e · Gabriel 90+8e | Rapport | 82e, 84e Diakhaby · 90+3e Gómez | Spectateurs : 47 488 Arbitrage : Deniz Aytekin Arbitre vidéo : Sascha Stegemann | Spectateurs : 47 488 Arbitrage : Deniz Aytekin Arbitre vidéo : Sascha Stegemann |

| 4e journée                 | Chelsea FC                                                  | 4 - 4   | Ajax Amsterdam                                                           | Stamford Bridge, Londres                                                      |                                                                               |
| 5 novembre 2019 21h00 CEST | Jorginho 5e (pen.) 71e (pen.) · Azpilicueta 63e · James 74e | (1 - 3) | 2e (csc) Abraham · 20e Promes · 35e (csc) Arrizabalaga · 55e van de Beek | Spectateurs : 39 132 Arbitrage : Gianluca Rocchi Arbitre vidéo : Paolo Valeri | Spectateurs : 39 132 Arbitrage : Gianluca Rocchi Arbitre vidéo : Paolo Valeri |
| 5 novembre 2019 21h00 CEST | Tomori 42e · Azpilicueta 45e                                | Rapport | 31e, 69e Veltman · 33e, 68e Blind · 62e Promes                           | Spectateurs : 39 132 Arbitrage : Gianluca Rocchi Arbitre vidéo : Paolo Valeri | Spectateurs : 39 132 Arbitrage : Gianluca Rocchi Arbitre vidéo : Paolo Valeri |

| 4e journée                 | Valence CF                                                          | 4 - 1   | LOSC Lille                                         | Stade de Mestalla, Valence                                                      |                                                                                 |
| 5 novembre 2019 21h00 CEST | Parejo 66e (pen.) · Soumaoro 82e (csc) · Kondogbia 84e · Torres 90e | (0 - 1) | 25e Osimhen                                        | Spectateurs : 38 252 Arbitrage : Sergei Karasev Arbitre vidéo : Bastian Dankert | Spectateurs : 38 252 Arbitrage : Sergei Karasev Arbitre vidéo : Bastian Dankert |
| 5 novembre 2019 21h00 CEST | Garay 32e · Wass 67e                                                | Rapport | 21e Gabriel · 37e André · 65e Fonte · 80e Bradarić | Spectateurs : 38 252 Arbitrage : Sergei Karasev Arbitre vidéo : Bastian Dankert | Spectateurs : 38 252 Arbitrage : Sergei Karasev Arbitre vidéo : Bastian Dankert |

| 5e journée                  | Valence CF                          | 2 - 2   | Chelsea FC                                                   | Stade de Mestalla, Valence                                                     |                                                                                |
| 27 novembre 2019 18h55 CEST | Soler 40e · Wass 82e                | (1 - 1) | 41e Kovačić · 50e Pulisic                                    | Spectateurs : 43 486 Arbitrage : Felix Zwayer Arbitre vidéo : Sascha Stegemann | Spectateurs : 43 486 Arbitrage : Felix Zwayer Arbitre vidéo : Sascha Stegemann |
| 27 novembre 2019 18h55 CEST | Wass 32e · Garay 53e · Paulista 87e | Rapport | 7e Jorginho · 55e Azpilicueta · 73e Kanté · 78e Arrizabalaga | Spectateurs : 43 486 Arbitrage : Felix Zwayer Arbitre vidéo : Sascha Stegemann | Spectateurs : 43 486 Arbitrage : Felix Zwayer Arbitre vidéo : Sascha Stegemann |

| 5e journée                  | LOSC Lille                 | 0 - 2   | Ajax Amsterdam         | Stade Pierre-Mauroy, Villeneuve-d'Ascq                                         |                                                                                |
| 27 novembre 2019 21h00 CEST |                            | (0 - 1) | 2e Ziyech · 59e Promes | Spectateurs : 48 612 Arbitrage : Felix Brych Arbitre vidéo : Christian Dingert | Spectateurs : 48 612 Arbitrage : Felix Brych Arbitre vidéo : Christian Dingert |
| 27 novembre 2019 21h00 CEST | Reinildo 29e · Osimhen 37e | Rapport | 27e Mazraoui           | Spectateurs : 48 612 Arbitrage : Felix Brych Arbitre vidéo : Christian Dingert | Spectateurs : 48 612 Arbitrage : Felix Brych Arbitre vidéo : Christian Dingert |

| 6e journée                  | Chelsea FC                    | 2 - 1   | LOSC Lille           | Stamford Bridge, Londres                                                            |                                                                                     |
| 10 décembre 2019 21h00 CEST | Abraham 19e · Azpilicueta 35e | (2 - 0) | 78e Rémy             | Spectateurs : 40 016 Arbitrage : Tasos Sidiropoulos Arbitre vidéo : Bastian Dankert | Spectateurs : 40 016 Arbitrage : Tasos Sidiropoulos Arbitre vidéo : Bastian Dankert |
| 10 décembre 2019 21h00 CEST | Zouma 45+1e                   | Rapport | 40e Çelik · 67e Xeka | Spectateurs : 40 016 Arbitrage : Tasos Sidiropoulos Arbitre vidéo : Bastian Dankert | Spectateurs : 40 016 Arbitrage : Tasos Sidiropoulos Arbitre vidéo : Bastian Dankert |

| 6e journée                  | Ajax Amsterdam                                                           | 0 - 1   | Valence CF                                               | Johan Cruyff ArenA, Amsterdam                                                     |                                                                                   |
| 10 décembre 2019 21h00 CEST |                                                                          | (0 - 1) | 24e Rodrigo                                              | Spectateurs : 51 931 Arbitrage : Clément Turpin Arbitre vidéo : François Letexier | Spectateurs : 51 931 Arbitrage : Clément Turpin Arbitre vidéo : François Letexier |
| 10 décembre 2019 21h00 CEST | Álvarez 10e · Tagliafico 79e · Onana 81e · van de Beek 83e · Tadić 90+4e | Rapport | 79e Doménech · 81e Parejo · 86e Vallejo · 90+3e Paulista | Spectateurs : 51 931 Arbitrage : Clément Turpin Arbitre vidéo : François Letexier | Spectateurs : 51 931 Arbitrage : Clément Turpin Arbitre vidéo : François Letexier |

## Phase à élimination directe

### Tableau final
|  | Huitièmes de finale | Huitièmes de finale | Huitièmes de finale                            | Huitièmes de finale |                     |                     | Quarts de finale                               | Quarts de finale                               | Quarts de finale                               | Quarts de finale                               |  |  | Demi-finales                            | Demi-finales                            | Demi-finales                            | Demi-finales                            |  |  | Finale                                  | Finale                                  | Finale                                  | Finale                                  |
|  |                     |                     |                                                |                     |                     |                     |                                                |                                                |                                                |                                                |  |  |                                         |                                         |                                         |                                         |  |  |                                         |                                         |                                         |                                         |
|  |                     |                     |                                                |                     |                     |                     | 13 août 2020 - Estádio José Alvalade, Lisbonne | 13 août 2020 - Estádio José Alvalade, Lisbonne | 13 août 2020 - Estádio José Alvalade, Lisbonne | 13 août 2020 - Estádio José Alvalade, Lisbonne |  |  | 18 août 2020 - Estádio da Luz, Lisbonne | 18 août 2020 - Estádio da Luz, Lisbonne | 18 août 2020 - Estádio da Luz, Lisbonne | 18 août 2020 - Estádio da Luz, Lisbonne |  |  | 23 août 2020 - Estádio da Luz, Lisbonne | 23 août 2020 - Estádio da Luz, Lisbonne | 23 août 2020 - Estádio da Luz, Lisbonne | 23 août 2020 - Estádio da Luz, Lisbonne |
|  | Tottenham Hotspur   | Tottenham Hotspur   | 0                                              | 0                   |                     |                     | 13 août 2020 - Estádio José Alvalade, Lisbonne | 13 août 2020 - Estádio José Alvalade, Lisbonne | 13 août 2020 - Estádio José Alvalade, Lisbonne | 13 août 2020 - Estádio José Alvalade, Lisbonne |  |  | 18 août 2020 - Estádio da Luz, Lisbonne | 18 août 2020 - Estádio da Luz, Lisbonne | 18 août 2020 - Estádio da Luz, Lisbonne | 18 août 2020 - Estádio da Luz, Lisbonne |  |  | 23 août 2020 - Estádio da Luz, Lisbonne | 23 août 2020 - Estádio da Luz, Lisbonne | 23 août 2020 - Estádio da Luz, Lisbonne | 23 août 2020 - Estádio da Luz, Lisbonne |
|  | Tottenham Hotspur   | Tottenham Hotspur   | 0                                              | 0                   |                     |                     | 13 août 2020 - Estádio José Alvalade, Lisbonne | 13 août 2020 - Estádio José Alvalade, Lisbonne | 13 août 2020 - Estádio José Alvalade, Lisbonne | 13 août 2020 - Estádio José Alvalade, Lisbonne |  |  | 18 août 2020 - Estádio da Luz, Lisbonne | 18 août 2020 - Estádio da Luz, Lisbonne | 18 août 2020 - Estádio da Luz, Lisbonne | 18 août 2020 - Estádio da Luz, Lisbonne |  |  | 23 août 2020 - Estádio da Luz, Lisbonne | 23 août 2020 - Estádio da Luz, Lisbonne | 23 août 2020 - Estádio da Luz, Lisbonne | 23 août 2020 - Estádio da Luz, Lisbonne |
|  | RB Leipzig          | RB Leipzig          | 1                                              | 3                   |                     |                     | 13 août 2020 - Estádio José Alvalade, Lisbonne | 13 août 2020 - Estádio José Alvalade, Lisbonne | 13 août 2020 - Estádio José Alvalade, Lisbonne | 13 août 2020 - Estádio José Alvalade, Lisbonne |  |  | 18 août 2020 - Estádio da Luz, Lisbonne | 18 août 2020 - Estádio da Luz, Lisbonne | 18 août 2020 - Estádio da Luz, Lisbonne | 18 août 2020 - Estádio da Luz, Lisbonne |  |  | 23 août 2020 - Estádio da Luz, Lisbonne | 23 août 2020 - Estádio da Luz, Lisbonne | 23 août 2020 - Estádio da Luz, Lisbonne | 23 août 2020 - Estádio da Luz, Lisbonne |
|  | RB Leipzig          | RB Leipzig          | 1                                              | 3                   | RB Leipzig          | RB Leipzig          | 2                                              | 2                                              |                                                |                                                |  |  | 18 août 2020 - Estádio da Luz, Lisbonne | 18 août 2020 - Estádio da Luz, Lisbonne | 18 août 2020 - Estádio da Luz, Lisbonne | 18 août 2020 - Estádio da Luz, Lisbonne |  |  | 23 août 2020 - Estádio da Luz, Lisbonne | 23 août 2020 - Estádio da Luz, Lisbonne | 23 août 2020 - Estádio da Luz, Lisbonne | 23 août 2020 - Estádio da Luz, Lisbonne |
|  |                     |                     |                                                |                     | RB Leipzig          | RB Leipzig          | 2                                              | 2                                              |                                                |                                                |  |  | 18 août 2020 - Estádio da Luz, Lisbonne | 18 août 2020 - Estádio da Luz, Lisbonne | 18 août 2020 - Estádio da Luz, Lisbonne | 18 août 2020 - Estádio da Luz, Lisbonne |  |  | 23 août 2020 - Estádio da Luz, Lisbonne | 23 août 2020 - Estádio da Luz, Lisbonne | 23 août 2020 - Estádio da Luz, Lisbonne | 23 août 2020 - Estádio da Luz, Lisbonne |
|  |                     |                     | Atlético de Madrid                             | Atlético de Madrid  | 1                   | 1                   |                                                |                                                |                                                |                                                |  |  | 18 août 2020 - Estádio da Luz, Lisbonne | 18 août 2020 - Estádio da Luz, Lisbonne | 18 août 2020 - Estádio da Luz, Lisbonne | 18 août 2020 - Estádio da Luz, Lisbonne |  |  | 23 août 2020 - Estádio da Luz, Lisbonne | 23 août 2020 - Estádio da Luz, Lisbonne | 23 août 2020 - Estádio da Luz, Lisbonne | 23 août 2020 - Estádio da Luz, Lisbonne |
|  | Atlético de Madrid  | Atlético de Madrid  | Atlético de Madrid                             | Atlético de Madrid  | 1                   | 1                   | 1                                              | 3 ap                                           |                                                |                                                |  |  | 18 août 2020 - Estádio da Luz, Lisbonne | 18 août 2020 - Estádio da Luz, Lisbonne | 18 août 2020 - Estádio da Luz, Lisbonne | 18 août 2020 - Estádio da Luz, Lisbonne |  |  | 23 août 2020 - Estádio da Luz, Lisbonne | 23 août 2020 - Estádio da Luz, Lisbonne | 23 août 2020 - Estádio da Luz, Lisbonne | 23 août 2020 - Estádio da Luz, Lisbonne |
|  | Atlético de Madrid  | Atlético de Madrid  | 12 août 2020 - Estádio da Luz, Lisbonne        |                     |                     |                     | 1                                              | 3 ap                                           |                                                |                                                |  |  | 18 août 2020 - Estádio da Luz, Lisbonne | 18 août 2020 - Estádio da Luz, Lisbonne | 18 août 2020 - Estádio da Luz, Lisbonne | 18 août 2020 - Estádio da Luz, Lisbonne |  |  | 23 août 2020 - Estádio da Luz, Lisbonne | 23 août 2020 - Estádio da Luz, Lisbonne | 23 août 2020 - Estádio da Luz, Lisbonne | 23 août 2020 - Estádio da Luz, Lisbonne |
|  | Liverpool FC        | Liverpool FC        | 0                                              | 2                   |                     |                     |                                                |                                                |                                                |                                                |  |  | 18 août 2020 - Estádio da Luz, Lisbonne | 18 août 2020 - Estádio da Luz, Lisbonne | 18 août 2020 - Estádio da Luz, Lisbonne | 18 août 2020 - Estádio da Luz, Lisbonne |  |  | 23 août 2020 - Estádio da Luz, Lisbonne | 23 août 2020 - Estádio da Luz, Lisbonne | 23 août 2020 - Estádio da Luz, Lisbonne | 23 août 2020 - Estádio da Luz, Lisbonne |
|  | Liverpool FC        | Liverpool FC        | 0                                              | 2                   | RB Leipzig          | RB Leipzig          | 0                                              | 0                                              |                                                |                                                |  |  |                                         |                                         |                                         |                                         |  |  | 23 août 2020 - Estádio da Luz, Lisbonne | 23 août 2020 - Estádio da Luz, Lisbonne | 23 août 2020 - Estádio da Luz, Lisbonne | 23 août 2020 - Estádio da Luz, Lisbonne |
|  |                     |                     |                                                |                     | RB Leipzig          | RB Leipzig          | 0                                              | 0                                              |                                                |                                                |  |  |                                         |                                         |                                         |                                         |  |  | 23 août 2020 - Estádio da Luz, Lisbonne | 23 août 2020 - Estádio da Luz, Lisbonne | 23 août 2020 - Estádio da Luz, Lisbonne | 23 août 2020 - Estádio da Luz, Lisbonne |
|  |                     |                     | Paris Saint-Germain                            | Paris Saint-Germain | 3                   | 3                   |                                                |                                                |                                                |                                                |  |  |                                         |                                         |                                         |                                         |  |  | 23 août 2020 - Estádio da Luz, Lisbonne | 23 août 2020 - Estádio da Luz, Lisbonne | 23 août 2020 - Estádio da Luz, Lisbonne | 23 août 2020 - Estádio da Luz, Lisbonne |
|  | Atalanta Bergame    | Atalanta Bergame    | Paris Saint-Germain                            | Paris Saint-Germain | 3                   | 3                   | 4                                              | 4                                              |                                                |                                                |  |  |                                         |                                         |                                         |                                         |  |  | 23 août 2020 - Estádio da Luz, Lisbonne | 23 août 2020 - Estádio da Luz, Lisbonne | 23 août 2020 - Estádio da Luz, Lisbonne | 23 août 2020 - Estádio da Luz, Lisbonne |
|  | Atalanta Bergame    | Atalanta Bergame    | 19 août 2020 - Estádio José Alvalade, Lisbonne |                     |                     |                     | 4                                              | 4                                              |                                                |                                                |  |  |                                         |                                         |                                         |                                         |  |  | 23 août 2020 - Estádio da Luz, Lisbonne | 23 août 2020 - Estádio da Luz, Lisbonne | 23 août 2020 - Estádio da Luz, Lisbonne | 23 août 2020 - Estádio da Luz, Lisbonne |
|  | Valence CF          | Valence CF          | 1                                              | 3                   |                     |                     |                                                |                                                |                                                |                                                |  |  |                                         |                                         |                                         |                                         |  |  | 23 août 2020 - Estádio da Luz, Lisbonne | 23 août 2020 - Estádio da Luz, Lisbonne | 23 août 2020 - Estádio da Luz, Lisbonne | 23 août 2020 - Estádio da Luz, Lisbonne |
|  | Valence CF          | Valence CF          | 1                                              | 3                   | Atalanta Bergame    | Atalanta Bergame    | 1                                              | 1                                              |                                                |                                                |  |  |                                         |                                         |                                         |                                         |  |  | 23 août 2020 - Estádio da Luz, Lisbonne | 23 août 2020 - Estádio da Luz, Lisbonne | 23 août 2020 - Estádio da Luz, Lisbonne | 23 août 2020 - Estádio da Luz, Lisbonne |
|  |                     |                     |                                                |                     | Atalanta Bergame    | Atalanta Bergame    | 1                                              | 1                                              |                                                |                                                |  |  |                                         |                                         |                                         |                                         |  |  | 23 août 2020 - Estádio da Luz, Lisbonne | 23 août 2020 - Estádio da Luz, Lisbonne | 23 août 2020 - Estádio da Luz, Lisbonne | 23 août 2020 - Estádio da Luz, Lisbonne |
|  |                     |                     | Paris Saint-Germain                            | Paris Saint-Germain | 2                   | 2                   |                                                |                                                |                                                |                                                |  |  |                                         |                                         |                                         |                                         |  |  | 23 août 2020 - Estádio da Luz, Lisbonne | 23 août 2020 - Estádio da Luz, Lisbonne | 23 août 2020 - Estádio da Luz, Lisbonne | 23 août 2020 - Estádio da Luz, Lisbonne |
|  | Borussia Dortmund   | Borussia Dortmund   | Paris Saint-Germain                            | Paris Saint-Germain | 2                   | 2                   | 2                                              | 0                                              |                                                |                                                |  |  |                                         |                                         |                                         |                                         |  |  | 23 août 2020 - Estádio da Luz, Lisbonne | 23 août 2020 - Estádio da Luz, Lisbonne | 23 août 2020 - Estádio da Luz, Lisbonne | 23 août 2020 - Estádio da Luz, Lisbonne |
|  | Borussia Dortmund   | Borussia Dortmund   | 15 août 2020 - Estádio José Alvalade, Lisbonne |                     |                     |                     | 2                                              | 0                                              |                                                |                                                |  |  |                                         |                                         |                                         |                                         |  |  | 23 août 2020 - Estádio da Luz, Lisbonne | 23 août 2020 - Estádio da Luz, Lisbonne | 23 août 2020 - Estádio da Luz, Lisbonne | 23 août 2020 - Estádio da Luz, Lisbonne |
|  | Paris Saint-Germain | Paris Saint-Germain | 1                                              | 2                   |                     |                     |                                                |                                                |                                                |                                                |  |  |                                         |                                         |                                         |                                         |  |  | 23 août 2020 - Estádio da Luz, Lisbonne | 23 août 2020 - Estádio da Luz, Lisbonne | 23 août 2020 - Estádio da Luz, Lisbonne | 23 août 2020 - Estádio da Luz, Lisbonne |
|  | Paris Saint-Germain | Paris Saint-Germain | 1                                              | 2                   | Paris Saint-Germain | Paris Saint-Germain | 0                                              | 0                                              |                                                |                                                |  |  |                                         |                                         |                                         |                                         |  |  |                                         |                                         |                                         |                                         |
|  |                     |                     |                                                |                     | Paris Saint-Germain | Paris Saint-Germain | 0                                              | 0                                              |                                                |                                                |  |  |                                         |                                         |                                         |                                         |  |  |                                         |                                         |                                         |                                         |
|  |                     |                     | Bayern Munich                                  | Bayern Munich       | 1                   | 1                   |                                                |                                                |                                                |                                                |  |  |                                         |                                         |                                         |                                         |  |  |                                         |                                         |                                         |                                         |
|  | Real Madrid         | Real Madrid         | Bayern Munich                                  | Bayern Munich       | 1                   | 1                   | 1                                              | 1                                              |                                                |                                                |  |  |                                         |                                         |                                         |                                         |  |  |                                         |                                         |                                         |                                         |
|  | Real Madrid         | Real Madrid         |                                                |                     |                     |                     |                                                | 1                                              |                                                |                                                |  |  |                                         |                                         |                                         |                                         |  |  |                                         |                                         |                                         |                                         |
|  | Manchester City     | Manchester City     | 2                                              | 2                   |                     |                     |                                                |                                                |                                                |                                                |  |  |                                         |                                         |                                         |                                         |  |  |                                         |                                         |                                         |                                         |
|  | Manchester City     | Manchester City     | 2                                              | 2                   | Manchester City     | Manchester City     | 1                                              | 1                                              |                                                |                                                |  |  |                                         |                                         |                                         |                                         |  |  |                                         |                                         |                                         |                                         |
|  |                     |                     |                                                |                     | Manchester City     | Manchester City     | 1                                              | 1                                              |                                                |                                                |  |  |                                         |                                         |                                         |                                         |  |  |                                         |                                         |                                         |                                         |
|  |                     |                     | Olympique lyonnais                             | Olympique lyonnais  | 3                   | 3                   |                                                |                                                |                                                |                                                |  |  |                                         |                                         |                                         |                                         |  |  |                                         |                                         |                                         |                                         |
|  | Olympique lyonnais  | Olympique lyonnais  | Olympique lyonnais                             | Olympique lyonnais  | 3                   | 3                   | 1                                              | 1e                                             |                                                |                                                |  |  |                                         |                                         |                                         |                                         |  |  |                                         |                                         |                                         |                                         |
|  | Olympique lyonnais  | Olympique lyonnais  | 14 août 2020 - Estádio da Luz, Lisbonne        |                     |                     |                     | 1                                              | 1e                                             |                                                |                                                |  |  |                                         |                                         |                                         |                                         |  |  |                                         |                                         |                                         |                                         |
|  | Juventus FC         | Juventus FC         | 0                                              | 2                   |                     |                     |                                                |                                                |                                                |                                                |  |  |                                         |                                         |                                         |                                         |  |  |                                         |                                         |                                         |                                         |
|  | Juventus FC         | Juventus FC         | 0                                              | 2                   | Olympique lyonnais  | Olympique lyonnais  | 0                                              | 0                                              |                                                |                                                |  |  |                                         |                                         |                                         |                                         |  |  |                                         |                                         |                                         |                                         |
|  |                     |                     |                                                |                     | Olympique lyonnais  | Olympique lyonnais  | 0                                              | 0                                              |                                                |                                                |  |  |                                         |                                         |                                         |                                         |  |  |                                         |                                         |                                         |                                         |
|  |                     |                     | Bayern Munich                                  | Bayern Munich       | 3                   | 3                   |                                                |                                                |                                                |                                                |  |  |                                         |                                         |                                         |                                         |  |  |                                         |                                         |                                         |                                         |
|  | SSC Naples          | SSC Naples          | Bayern Munich                                  | Bayern Munich       | 3                   | 3                   | 1                                              | 1                                              |                                                |                                                |  |  |                                         |                                         |                                         |                                         |  |  |                                         |                                         |                                         |                                         |
|  | SSC Naples          | SSC Naples          |                                                |                     |                     |                     |                                                | 1                                              |                                                |                                                |  |  |                                         |                                         |                                         |                                         |  |  |                                         |                                         |                                         |                                         |
|  | FC Barcelone        | FC Barcelone        | 1                                              | 3                   |                     |                     |                                                |                                                |                                                |                                                |  |  |                                         |                                         |                                         |                                         |  |  |                                         |                                         |                                         |                                         |
|  | FC Barcelone        | FC Barcelone        | 1                                              | 3                   | FC Barcelone        | FC Barcelone        | 2                                              | 2                                              |                                                |                                                |  |  |                                         |                                         |                                         |                                         |  |  |                                         |                                         |                                         |                                         |
|  |                     |                     |                                                |                     | FC Barcelone        | FC Barcelone        | 2                                              | 2                                              |                                                |                                                |  |  |                                         |                                         |                                         |                                         |  |  |                                         |                                         |                                         |                                         |
|  |                     |                     | Bayern Munich                                  | Bayern Munich       | 8                   | 8                   |                                                |                                                |                                                |                                                |  |  |                                         |                                         |                                         |                                         |  |  |                                         |                                         |                                         |                                         |
|  | Chelsea FC          | Chelsea FC          | Bayern Munich                                  | Bayern Munich       | 8                   | 8                   | 0                                              | 1                                              |                                                |                                                |  |  |                                         |                                         |                                         |                                         |  |  |                                         |                                         |                                         |                                         |
|  | Chelsea FC          | Chelsea FC          |                                                |                     |                     |                     |                                                | 1                                              |                                                |                                                |  |  |                                         |                                         |                                         |                                         |  |  |                                         |                                         |                                         |                                         |
|  | Bayern Munich       | Bayern Munich       | 3                                              | 4                   |                     |                     |                                                |                                                |                                                |                                                |  |  |                                         |                                         |                                         |                                         |  |  |                                         |                                         |                                         |                                         |
|  | Bayern Munich       | Bayern Munich       | 3                                              | 4                   |                     |                     |                                                |                                                |                                                |                                                |  |  |                                         |                                         |                                         |                                         |  |  |                                         |                                         |                                         |                                         |
|  |                     |                     |                                                |                     |                     |                     |                                                |                                                |                                                |                                                |  |  |                                         |                                         |                                         |                                         |  |  |                                         |                                         |                                         |                                         |

Atlético de Madrid
Real Madrid
Tottenham Hotspur
Chelsea FC

### Huitièmes de finale
Pour le tirage des huitièmes de finale, les 8 premiers de groupe du tour précédent sont têtes de série et reçoivent pour le match retour, ils ne peuvent donc pas se rencontrer. 
Deux équipes d'une même association nationale ne peuvent pas non plus se rencontrer en huitièmes de finale, de même que deux équipes issues du même groupe. Cette limitation est levée à partir des quarts de finale.
C'est la première fois dans l'histoire de la Ligue des champions que les clubs présents au stade des huitièmes de finale représentent seulement cinq pays, les cinq dont les championnats nationaux sont les mieux classés à l'indice UEFA (Espagne, Angleterre, Italie, Allemagne et France) et qui totalisaient déjà 19 clubs sur les 32 engagés en phase de poules. 
| Les 16 qualifiés - récapitulatif avant tirage au sort | Les 16 qualifiés - récapitulatif avant tirage au sort | Les 16 qualifiés - récapitulatif avant tirage au sort |
| Groupe                                                | 1er (tête de série)                                   | 2e                                                    |
| ----------------------------------------------------- | ----------------------------------------------------- | ----------------------------------------------------- |
| A                                                     | Paris Saint-Germain                                   | Real Madrid                                           |
| B                                                     | Bayern Munich                                         | Tottenham Hotspur                                     |
| C                                                     | Manchester City                                       | Atalanta Bergame                                      |
| D                                                     | Juventus FC                                           | Atlético de Madrid                                    |
| E                                                     | Liverpool FC                                          | SSC Naples                                            |
| F                                                     | FC Barcelone                                          | Borussia Dortmund                                     |
| G                                                     | RB Leipzig                                            | Olympique lyonnais                                    |
| H                                                     | Valence CF                                            | Chelsea FC                                            |

Le tirage au sort des huitièmes de finale a lieu le 16 décembre 2019.
Les matchs aller se jouent les 18, 19, 25 et 26 février, et les matchs retour les 10, 11, 17 et 18 mars 2020.
| Équipe             | Aller | Total  | Retour   | Équipe              |
| ------------------ | ----- | ------ | -------- | ------------------- |
| Borussia Dortmund  | 2 - 1 | 2 - 3  | 0 - 2    | Paris Saint-Germain |
| Real Madrid        | 1 - 2 | 2 - 4  | 1 - 2    | Manchester City     |
| Atalanta Bergame   | 4 - 1 | 8 - 4  | 4 - 3    | Valence CF          |
| Atlético de Madrid | 1 - 0 | 4 - 2  | 3 - 2 ap | Liverpool FC        |
| Chelsea FC         | 0 - 3 | 1 - 7  | 1 - 4    | Bayern Munich       |
| Olympique lyonnais | 1 - 0 | 2e - 2 | 1 - 2    | Juventus FC         |
| Tottenham Hotspur  | 0 - 1 | 0 - 4  | 0 - 3    | RB Leipzig          |
| SSC Naples         | 1 - 1 | 2 - 4  | 1 - 3    | FC Barcelone        |

| 18 février 2020 | Atlético de Madrid | 1 - 0   | Liverpool FC         | Estadio Metropolitano, Madrid                                               |                                                                             |
| 21h00 CEST      | Saúl 4e            | (1 - 0) |                      | Spectateurs : 67 443 Arbitrage : Szymon Marciniak Arbitre vidéo : Paweł Gil | Spectateurs : 67 443 Arbitrage : Szymon Marciniak Arbitre vidéo : Paweł Gil |
| 21h00 CEST      | Correa 45e         | Rapport | 40e Mané · 59e Gomez | Spectateurs : 67 443 Arbitrage : Szymon Marciniak Arbitre vidéo : Paweł Gil | Spectateurs : 67 443 Arbitrage : Szymon Marciniak Arbitre vidéo : Paweł Gil |

| 11 mars 2020 | Liverpool FC                | 2 - 3 ap              | Atlético de Madrid                  | Anfield, Liverpool                                                              |                                                                                 |
| 21h00 CEST   | Wijnaldum 43e · Firmino 94e | (1 - 0, 1 - 0, 2 - 2) | 97e 105+1e Llorente · 120+1e Morata | Spectateurs : 52 267 Arbitrage : Danny Makkelie Arbitre vidéo : Jochem Kamphuis | Spectateurs : 52 267 Arbitrage : Danny Makkelie Arbitre vidéo : Jochem Kamphuis |
| 21h00 CEST   | Alexander-Arnold 119e       | Rapport               | 119e Morata · 120e Saúl             | Spectateurs : 52 267 Arbitrage : Danny Makkelie Arbitre vidéo : Jochem Kamphuis | Spectateurs : 52 267 Arbitrage : Danny Makkelie Arbitre vidéo : Jochem Kamphuis |

| 18 février 2020 | Borussia Dortmund | 2 - 1   | Paris Saint-Germain                                 | Signal Iduna Park, Dortmund                                                              |                                                                                          |
| 21h00 CEST      | Haaland 69e 77e   | (0 - 0) | 75e Neymar                                          | Spectateurs : 66 099 Arbitrage : Antonio Mateu Lahoz Arbitre vidéo : Alejandro Hernández | Spectateurs : 66 099 Arbitrage : Antonio Mateu Lahoz Arbitre vidéo : Alejandro Hernández |
| 21h00 CEST      | Witsel 41e        | Rapport | 54e Gueye · 59e Neymar · 87e Meunier · 89e Verratti | Spectateurs : 66 099 Arbitrage : Antonio Mateu Lahoz Arbitre vidéo : Alejandro Hernández | Spectateurs : 66 099 Arbitrage : Antonio Mateu Lahoz Arbitre vidéo : Alejandro Hernández |

| 11 mars 2020 | Paris Saint-Germain                                                    | 2 - 0   | Borussia Dortmund                   | Parc des Princes, Paris                                                               |                                                                                       |
| 21h00 CEST   | Neymar 28e · Bernat 45+1e                                              | (2 - 0) |                                     | Spectateurs : 0 (huis clos) Arbitrage : Anthony Taylor Arbitre vidéo : Stuart Attwell | Spectateurs : 0 (huis clos) Arbitrage : Anthony Taylor Arbitre vidéo : Stuart Attwell |
| 21h00 CEST   | Bernat 68e · Neymar 89e · Di María 89e · Marquinhos 90e · Mbappé 90+3e | Rapport | 16e Haaland · 61e Hummels · 89e Can | Spectateurs : 0 (huis clos) Arbitrage : Anthony Taylor Arbitre vidéo : Stuart Attwell | Spectateurs : 0 (huis clos) Arbitrage : Anthony Taylor Arbitre vidéo : Stuart Attwell |

| 19 février 2020 | Atalanta Bergame                            | 4 - 1   | Valence CF    | Stade San Siro, Milan                                                          |                                                                                |
| 21h00 CEST      | Hateboer 16e 63e · Iličić 42e · Freuler 57e | (2 - 0) | 66e Cheryshev | Spectateurs : 44 236 Arbitrage : Michael Oliver Arbitre vidéo : Chris Kavanagh | Spectateurs : 44 236 Arbitrage : Michael Oliver Arbitre vidéo : Chris Kavanagh |
| 21h00 CEST      | Hateboer 79e                                | Rapport |               | Spectateurs : 44 236 Arbitrage : Michael Oliver Arbitre vidéo : Chris Kavanagh | Spectateurs : 44 236 Arbitrage : Michael Oliver Arbitre vidéo : Chris Kavanagh |

| 10 mars 2020 | Valence CF                                             | 3 - 4   | Atalanta Bergame                    | Stade de Mestalla, Valence                                                       |                                                                                  |
| 21h00 CEST   | Gameiro 21e 51e · Torres 67e                           | (1 - 2) | 3e (pen.) 43e (pen.) 71e 82e Iličić | Spectateurs : 0 (huis clos) Arbitrage : Ovidiu Haţegan Arbitre vidéo : Paweł Gil | Spectateurs : 0 (huis clos) Arbitrage : Ovidiu Haţegan Arbitre vidéo : Paweł Gil |
| 21h00 CEST   | Coquelin 33e · Diakhaby 42e · Kondogbia 58e · Wass 64e | Rapport | 86e Freuler                         | Spectateurs : 0 (huis clos) Arbitrage : Ovidiu Haţegan Arbitre vidéo : Paweł Gil | Spectateurs : 0 (huis clos) Arbitrage : Ovidiu Haţegan Arbitre vidéo : Paweł Gil |

| 19 février 2020 | Tottenham Hotspur                        | 0 - 1   | RB Leipzig                             | Tottenham Hotspur Stadium, Londres                                          |                                                                             |
| 21h00 CEST      |                                          | (0 - 0) | 58e (pen.) Werner                      | Spectateurs : 60 095 Arbitrage : Cüneyt Çakır Arbitre vidéo : Mete Kalkavan | Spectateurs : 60 095 Arbitrage : Cüneyt Çakır Arbitre vidéo : Mete Kalkavan |
| 21h00 CEST      | Lo Celso 10e · Davies 56e · Lamela 90+4e | Rapport | 12e Sabitzer · 33e Werner · 72e Nkunku | Spectateurs : 60 095 Arbitrage : Cüneyt Çakır Arbitre vidéo : Mete Kalkavan | Spectateurs : 60 095 Arbitrage : Cüneyt Çakır Arbitre vidéo : Mete Kalkavan |

| 10 mars 2020 | RB Leipzig                      | 3 - 0   | Tottenham Hotspur                                     | Red Bull Arena, Leipzig                                                                        |                                                                                                |
| 21h00 CEST   | Sabitzer 10e 22e · Forsberg 87e | (2 - 0) |                                                       | Spectateurs : 42 146 Arbitrage : Carlos del Cerro Grande Arbitre vidéo : Juan Martínez Manuera | Spectateurs : 42 146 Arbitrage : Carlos del Cerro Grande Arbitre vidéo : Juan Martínez Manuera |
| 21h00 CEST   | Laimer 50e · Sabitzer 71e       | Rapport | 34e Sessegnon · 45+1e Winks · 69e Tanganga · 70e Alli | Spectateurs : 42 146 Arbitrage : Carlos del Cerro Grande Arbitre vidéo : Juan Martínez Manuera | Spectateurs : 42 146 Arbitrage : Carlos del Cerro Grande Arbitre vidéo : Juan Martínez Manuera |

| 25 février 2020 | Chelsea FC                | 0 - 3   | Bayern Munich                    | Stamford Bridge, Londres                                                          |                                                                                   |
| 21h00 CEST      |                           | (0 - 0) | 51e 54e Gnabry · 76e Lewandowski | Spectateurs : 36 761 Arbitrage : Clément Turpin Arbitre vidéo : François Letexier | Spectateurs : 36 761 Arbitrage : Clément Turpin Arbitre vidéo : François Letexier |
| 21h00 CEST      | Jorginho 49e · Alonso 83e | Rapport | 45+1e Alcántara                  | Spectateurs : 36 761 Arbitrage : Clément Turpin Arbitre vidéo : François Letexier | Spectateurs : 36 761 Arbitrage : Clément Turpin Arbitre vidéo : François Letexier |

| 8 août 2020 | Bayern Munich                                          | 4 - 1   | Chelsea FC                 | Allianz Arena, Munich                                                                      |                                                                                            |
| 21h00 CEST  | Lewandowski 10e (pen.) 84e · Perišić 24e · Tolisso 76e | (2 - 1) | 44e Abraham                | Spectateurs : 0 (huis clos) Arbitrage : Ovidiu Haţegan Arbitre vidéo : Massimiliano Irrati | Spectateurs : 0 (huis clos) Arbitrage : Ovidiu Haţegan Arbitre vidéo : Massimiliano Irrati |
| 21h00 CEST  |                                                        | Rapport | 8e Caballero · 43e Emerson | Spectateurs : 0 (huis clos) Arbitrage : Ovidiu Haţegan Arbitre vidéo : Massimiliano Irrati | Spectateurs : 0 (huis clos) Arbitrage : Ovidiu Haţegan Arbitre vidéo : Massimiliano Irrati |

| 25 février 2020 | SSC Naples            | 1 - 1   | FC Barcelone                                              | Stade San Paolo, Naples                                                      |                                                                              |
| 21h00 CEST      | Mertens 30e           | (1 - 0) | 57e Griezmann                                             | Spectateurs : 44 388 Arbitrage : Felix Brych Arbitre vidéo : Bastian Dankert | Spectateurs : 44 388 Arbitrage : Felix Brych Arbitre vidéo : Bastian Dankert |
| 21h00 CEST      | Insigne 61e · Rui 89e | Rapport | 49e Busquets · 66e Messi · 83e Griezmann · 89e, 89e Vidal | Spectateurs : 44 388 Arbitrage : Felix Brych Arbitre vidéo : Bastian Dankert | Spectateurs : 44 388 Arbitrage : Felix Brych Arbitre vidéo : Bastian Dankert |

| 8 août 2020 | FC Barcelone                                  | 3 - 1   | SSC Naples           | Camp Nou, Barcelone                                                                |                                                                                    |
| 21h00 CEST  | Lenglet 10e · Messi 23e · Suárez 45+1e (pen.) | (3 - 1) | 45+5e (pen.) Insigne | Spectateurs : 0 (huis clos) Arbitrage : Cüneyt Çakır Arbitre vidéo : Mete Kalkavan | Spectateurs : 0 (huis clos) Arbitrage : Cüneyt Çakır Arbitre vidéo : Mete Kalkavan |
| 21h00 CEST  | Suárez 90+2e                                  | Rapport | 60e Zieliński        | Spectateurs : 0 (huis clos) Arbitrage : Cüneyt Çakır Arbitre vidéo : Mete Kalkavan | Spectateurs : 0 (huis clos) Arbitrage : Cüneyt Çakır Arbitre vidéo : Mete Kalkavan |

| 26 février 2020 | Olympique lyonnais       | 1 - 0   | Juventus FC | Groupama Stadium, Décines-Charpieu                                                       |                                                                                          |
| 21h00 CEST      | Tousart 31e              | (1 - 0) |             | Spectateurs : 57 335 Arbitrage : Jesús Gil Manzano Arbitre vidéo : Juan Martínez Manuera | Spectateurs : 57 335 Arbitrage : Jesús Gil Manzano Arbitre vidéo : Juan Martínez Manuera |
| 21h00 CEST      | Marcelo 28e · Cornet 61e | Rapport |             | Spectateurs : 57 335 Arbitrage : Jesús Gil Manzano Arbitre vidéo : Juan Martínez Manuera | Spectateurs : 57 335 Arbitrage : Jesús Gil Manzano Arbitre vidéo : Juan Martínez Manuera |

| 7 août 2020 | Juventus FC                  | 2 - 1   | Olympique lyonnais                                                                      | Allianz Stadium, Turin                                                                 |                                                                                        |
| 21h00 CEST  | Ronaldo 43e (pen.) 60e       | (1 - 1) | 12e (pen.) Depay                                                                        | Spectateurs : 0 (huis clos) Arbitrage : Felix Zwayer Arbitre vidéo : Christian Dingert | Spectateurs : 0 (huis clos) Arbitrage : Felix Zwayer Arbitre vidéo : Christian Dingert |
| 21h00 CEST  | Cuadrado 31e · Bentancur 44e | Rapport | 19e Aouar · 38e Dubois · 42e Depay · 76e Lopes · 79e Cornet · 87e Caqueret · 89e Marçal | Spectateurs : 0 (huis clos) Arbitrage : Felix Zwayer Arbitre vidéo : Christian Dingert | Spectateurs : 0 (huis clos) Arbitrage : Felix Zwayer Arbitre vidéo : Christian Dingert |

| 26 février 2020 | Real Madrid                           | 1 - 2   | Manchester City                  | Stade Santiago Bernabéu, Madrid                                                     |                                                                                     |
| 21h00 CEST      | Isco 60e                              | (0 - 0) | 78e Jesus · 83e (pen.) De Bruyne | Spectateurs : 75 615 Arbitrage : Daniele Orsato Arbitre vidéo : Massimiliano Irrati | Spectateurs : 75 615 Arbitrage : Daniele Orsato Arbitre vidéo : Massimiliano Irrati |
| 21h00 CEST      | Valverde 48e · Modrić 54e · Ramos 86e | Rapport | 29e Mendy                        | Spectateurs : 75 615 Arbitrage : Daniele Orsato Arbitre vidéo : Massimiliano Irrati | Spectateurs : 75 615 Arbitrage : Daniele Orsato Arbitre vidéo : Massimiliano Irrati |

| 7 août 2020 | Manchester City            | 2 - 1   | Real Madrid | Etihad Stadium, Manchester                                                          |                                                                                     |
| 21h00 CEST  | Sterling 9e · G. Jesus 68e | (1 - 1) | 28e Benzema | Spectateurs : 0 (huis clos) Arbitrage : Felix Brych Arbitre vidéo : Bastian Dankert | Spectateurs : 0 (huis clos) Arbitrage : Felix Brych Arbitre vidéo : Bastian Dankert |
| 21h00 CEST  |                            | Rapport | 81e Modrić  | Spectateurs : 0 (huis clos) Arbitrage : Felix Brych Arbitre vidéo : Bastian Dankert | Spectateurs : 0 (huis clos) Arbitrage : Felix Brych Arbitre vidéo : Bastian Dankert |

### Quarts de finale
| Les 8 qualifiés - récapitulatif avant tirage au sort |
| ---------------------------------------------------- |
| Atlético de Madrid                                   |
| Paris Saint-Germain                                  |
| Atalanta Bergame                                     |
| RB Leipzig                                           |
| Bayern Munich                                        |
| FC Barcelone                                         |
| Olympique lyonnais                                   |
| Manchester City                                      |

Le tirage au sort des quarts de finale, initialement prévu le 20 mars 2020, est reporté au 10 juillet 2020. Les matchs se joueront en match simple à Lisbonne du 12 au 15 août 2020.
| Club             | Score | Club                |
| ---------------- | ----- | ------------------- |
| Manchester City  | 1 - 3 | Olympique lyonnais  |
| RB Leipzig       | 2 - 1 | Atlético de Madrid  |
| FC Barcelone     | 2 - 8 | Bayern Munich       |
| Atalanta Bergame | 1 - 2 | Paris Saint-Germain |

| 12 août 2020 | Atalanta Bergame                                                                   | 1 - 2   | Paris Saint-Germain                    | Estádio da Luz, Lisbonne                                                              |                                                                                       |
| 21h00 CEST   | Pašalić 27e                                                                        | (1 - 0) | 90e Marquinhos · 90+3e Choupo-Moting   | Spectateurs : 0 (huis clos) Arbitrage : Anthony Taylor Arbitre vidéo : Stuart Attwell | Spectateurs : 0 (huis clos) Arbitrage : Anthony Taylor Arbitre vidéo : Stuart Attwell |
| 21h00 CEST   | Djimsiti 37e · Freuler 45+1e · de Roon 50e · Zapata 53e · Tolói 67e · Palomino 85e | Rapport | 54e Bernat · 57e Herrera · 75e Paredes | Spectateurs : 0 (huis clos) Arbitrage : Anthony Taylor Arbitre vidéo : Stuart Attwell | Spectateurs : 0 (huis clos) Arbitrage : Anthony Taylor Arbitre vidéo : Stuart Attwell |

| 13 août 2020 | RB Leipzig                                | 2 - 1   | Atlético de Madrid       | Estádio José Alvalade, Lisbonne                                                    |                                                                                    |
| 21h00 CEST   | Olmo 50e · Adams 88e                      | (0 - 0) | 71e (pen.) Félix         | Spectateurs : 0 (huis clos) Arbitrage : Szymon Marciniak Arbitre vidéo : Paweł Gil | Spectateurs : 0 (huis clos) Arbitrage : Szymon Marciniak Arbitre vidéo : Paweł Gil |
| 21h00 CEST   | Klostermann 70e · Kampl 82e · Haidara 87e | Rapport | 62e Lodi · 90+6e Giménez | Spectateurs : 0 (huis clos) Arbitrage : Szymon Marciniak Arbitre vidéo : Paweł Gil | Spectateurs : 0 (huis clos) Arbitrage : Szymon Marciniak Arbitre vidéo : Paweł Gil |

| 14 août 2020 | FC Barcelone                        | 2 - 8   | Bayern Munich                                                                               | Estádio da Luz, Lisbonne                                                                  |                                                                                           |
| 21h00 CEST   | Alaba 7e (csc) · Suárez 57e         | (1 - 4) | 4e 31e Müller · 22e Perišić · 28e Gnabry · 63e Kimmich · 82e Lewandowski · 85e 89e Coutinho | Spectateurs : 0 (huis clos) Arbitrage : Damir Skomina Arbitre vidéo : Massimiliano Irrati | Spectateurs : 0 (huis clos) Arbitrage : Damir Skomina Arbitre vidéo : Massimiliano Irrati |
| 21h00 CEST   | Suárez 54e · Alba 59e · Vidal 90+2e | Rapport | 42e Boateng · 52e Davies · 85e Kimmich                                                      | Spectateurs : 0 (huis clos) Arbitrage : Damir Skomina Arbitre vidéo : Massimiliano Irrati | Spectateurs : 0 (huis clos) Arbitrage : Damir Skomina Arbitre vidéo : Massimiliano Irrati |

| 15 août 2020 | Manchester City             | 1 - 3   | Olympique lyonnais           | Estádio José Alvalade, Lisbonne                                                        |                                                                                        |
| 21h00 CEST   | De Bruyne 69e               | (0 - 1) | 24e Cornet · 79e 87e Dembélé | Spectateurs : 0 (huis clos) Arbitrage : Danny Makkelie Arbitre vidéo : Jochem Kamphuis | Spectateurs : 0 (huis clos) Arbitrage : Danny Makkelie Arbitre vidéo : Jochem Kamphuis |
| 21h00 CEST   | Fernandinho 29e · Rodri 58e | Rapport | 12e Dubois · 64e Marcelo     | Spectateurs : 0 (huis clos) Arbitrage : Danny Makkelie Arbitre vidéo : Jochem Kamphuis | Spectateurs : 0 (huis clos) Arbitrage : Danny Makkelie Arbitre vidéo : Jochem Kamphuis |

### Demi-finales
Les matchs se joueront en match simple à Lisbonne le 18 et 19 août 2020
| Club               | Score | Club                |
| ------------------ | ----- | ------------------- |
| Olympique lyonnais | 0 - 3 | Bayern Munich       |
| RB Leipzig         | 0 - 3 | Paris Saint-Germain |

| 18 août 2020 | RB Leipzig                                 | 0 - 3   | Paris Saint-Germain                        | Estádio da Luz, Lisbonne                                                             |                                                                                      |
| 21h00 CEST   |                                            | (0 - 2) | 13e Marquinhos · 42e Di María · 56e Bernat | Spectateurs : 0 (huis clos) Arbitrage : Björn Kuipers Arbitre vidéo : Pol van Boekel | Spectateurs : 0 (huis clos) Arbitrage : Björn Kuipers Arbitre vidéo : Pol van Boekel |
| 21h00 CEST   | Laimer 61e · Halstenberg 79e · Poulsen 79e | Rapport | 45+3e Kimpembe                             | Spectateurs : 0 (huis clos) Arbitrage : Björn Kuipers Arbitre vidéo : Pol van Boekel | Spectateurs : 0 (huis clos) Arbitrage : Björn Kuipers Arbitre vidéo : Pol van Boekel |

| 19 août 2020 | Olympique lyonnais                    | 0 - 3   | Bayern Munich                    | Estádio José Alvalade, Lisbonne                                                                 |                                                                                                 |
| 21h00 CEST   |                                       | (0 - 2) | 18e 33e Gnabry · 88e Lewandowski | Spectateurs : 0 (huis clos) Arbitrage : Antonio Mateu Lahoz Arbitre vidéo : Alejandro Hernández | Spectateurs : 0 (huis clos) Arbitrage : Antonio Mateu Lahoz Arbitre vidéo : Alejandro Hernández |
| 21h00 CEST   | Marcelo 35e · Marçal 42e · Mendes 86e | Rapport |                                  | Spectateurs : 0 (huis clos) Arbitrage : Antonio Mateu Lahoz Arbitre vidéo : Alejandro Hernández | Spectateurs : 0 (huis clos) Arbitrage : Antonio Mateu Lahoz Arbitre vidéo : Alejandro Hernández |

### Finale
| 23 août 2020 | Paris Saint-Germain                                | 0 - 1   | Bayern Munich                                     | Estádio da Luz, Lisbonne                                                                   |                                                                                            |
| 21h00 CEST   |                                                    | (0 - 0) | 59e Coman                                         | Spectateurs : 0 (huis clos) Arbitrage : Daniele Orsato Arbitre vidéo : Massimiliano Irrati | Spectateurs : 0 (huis clos) Arbitrage : Daniele Orsato Arbitre vidéo : Massimiliano Irrati |
| 21h00 CEST   | Paredes 52e · Neymar 81e · Silva 83e · Kurzawa 85e | Rapport | 28e Davies · 52e Gnabry · 56e Süle · 90+4e Müller | Spectateurs : 0 (huis clos) Arbitrage : Daniele Orsato Arbitre vidéo : Massimiliano Irrati | Spectateurs : 0 (huis clos) Arbitrage : Daniele Orsato Arbitre vidéo : Massimiliano Irrati |